# 印度尼西亞華人
華裔印度尼西亞人，又稱印度尼西亞華人，簡稱華裔印尼人、印尼華人，俗稱Chindo，是指血統為華裔或身份認同及文化上為華裔的印尼人。
华裔印尼人擁有不同的祖籍地、移民世代、語言、社會階層和教育背景，且分布於印尼不同的地區。至晚从13世纪起，印尼华人及其后裔就開始生活在印尼群岛。根據研究，华裔印尼人的祖先大多來自於中國的南方省份，如福建、海南、廣東等。印度尼西亚拥有继泰国、马来西亚和美国之后第四大海外華人社区（超過280萬人），華人在印尼總人口中佔約1.2%。爪哇的華裔印尼人占華裔印尼人總人口的近一半。華裔印尼人的城市化程度普遍高于印尼原住民，但印尼各地仍然存在重要的華裔印尼人农村社區。
傳統上，在19世紀晚期之前进入印尼的華人由於通婚或逐渐被同化，其後代成為土生華人。而二十世纪前半叶的移民同化程度相對較低，相對保留着更多中華文化，他們及其後代通常被称作新客華人。還有一批人是在印尼共和國生活的中國公民，他們通常是外籍移工或印尼公民的配偶。
在荷屬東印度殖民時期，印尼華人的人口迅速增长。19世纪末20世纪初的印尼华人社会文化的发展建立在三大支柱之上：同乡会馆、華族媒体和华文学校 。這些機構在中国清末民初的中國民族主义时期蓬勃发展。然而，民族主义目标的差异和經濟利益因素加劇了華人社群的分裂。一些印尼華人支持中国的政治改革，而一些印尼華人则致力于參與印尼本土政治，也有不少人遊走於跨國華人網路。新秩序時期（1967-1998）取締了前述三大支柱，转而采用強制文化同化政策来解决所谓的“华人问题”。
自荷蘭殖民時期以來，印尼华人就長期遭到不同程度的歧视。荷蘭殖民時期的分而治之策略及將鴉片專營權授予華人富商等行為使得不少印尼原住民對華人感到不滿。印尼共和國時期新秩序政府的一系列行为刻意地加深了原住民對华人的刻板印象。1998年蘇哈托独裁政府倒台之後，改革時期的印尼政府取消了对華裔印尼人的制度性限制和强制同化政策。一些印尼華人在印尼共和國建立之初選擇了中國國籍並前往祖籍國中國。還有一些人移民到邻国新加坡和西方国家以逃避反华情绪或追求更好的生活。20世纪下半叶以來，不少發達国家出现了海外華裔印尼人社区，在海外華裔印尼人社區中，身份认同為印尼人的人明显多于身份认同為華人的人。
印尼語稱中華為Tionghoa，即源自閩南語「中華」（白話字：Tiong-hôa）發音。而印尼的唐人街通常被稱為Pecinan。

## 歷史
華裔印尼人的歷史長達數個世紀，現今的華裔印尼人的祖先主要在荷蘭殖民時期來到印尼群島。在殖民地初期，印尼華人多被殖民者置於“中間人”的位置，在包稅制度制度下，不少華人大商人謀取了大量財富。19世紀下半葉，荷蘭殖民者採取分而治之的種族隔離政策，這種社會被J S Furnivall稱為多重社會。此時，印尼的華人社會被學者認為分化為土生華人和新客華人社群。
在20世紀初，印尼華人在民族主義浪潮中出現了親中、親荷、親印尼三大派別，荷蘭殖民當局因此採取不同的政策防止反殖民情緒和親中情緒蔓延，達到鞏固殖民統治的目的。持不同政見的印尼華人在印尼的各個時期積極參與政治，成立了不少組織。
在印度尼西亞共和國獨立建國之後，印尼華人國籍問題在20世紀後半葉曾經長期困擾不少印尼華人。1965年至1966年的印尼反共大清洗將不少無辜的華人打為共產主義同情者。蘇哈托新秩序時期實施文化同化的政策，使得土生華人和新客華人的界線日漸模糊化，而兩者都變得高度印尼化。最終在1980年代之後，印尼共和國大幅放寬了外籍華人的入籍條件，使得絕大多數長期生活在印尼的華人都能成功加入印尼國籍。蘇哈托新秩序時期政權與華人大商人勾結的策略也讓不少印尼原住民加深了對華人的刻板印象。印尼在亞洲金融風暴之後發生了黑色五月暴動，有很多華人在此期間遇害或感到受迫害，最終蘇哈托下臺，印尼也迎來了民主化。
反華情緒在殖民地時期和印尼獨立之後曾經長期困擾印尼社會。1998年印尼民主化之後，在制度上，印尼政府不再採用歧視性政策登記印尼華人的身份，是否是華人只是個體的身份認同問題。然而，反華情緒的遺產仍然存在。現今，不少印尼華人首先認為自己是印尼人，然後才是華人。而印尼華人的參政議政也在進行中。

## 人口
華裔印尼人的人口數量是一個有爭議的話題。
印度尼西亚2000年的人口普查报告显示，有2,411,503名公民为华人，占总人口的1.20％。另有93,717（0.05％）华人非印尼公民，其中大多数是中華人民共和國公民和中華民國國民，他们可能是无法支付相关费用而不能成为印尼公民。
2000年的人口普查采用了靈活的自我认同的方法，民族身份認同可以根据文化经验而改变，每个人都可以自由地认定自己是某个民族的成员，而不受人口普查官员的干扰。有華裔血統但自我認同是其他族裔的公民不會被紀錄為華人。這些人中的某些人可能由於同化或通婚，考虑到2000年的人口普查是在1998年5月印度尼西亞騷亂两年后进行的，還有一些人是出於创伤因素。

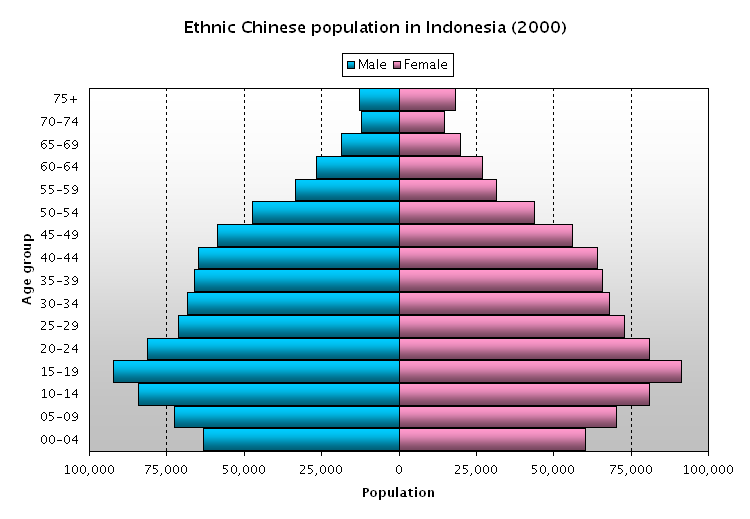
2000年印尼人口普查，印尼華人較多年齡層為15–19 歲
男性為藍色，女性為粉紅色。

根据2010年的人口普查数据，印尼华人的人口为2,832,510，佔全國人口的1.2%。根据2010年人口普查，22.3％的印尼华人居住在爪哇岛首府雅加达。雅加达连同万丹，西爪哇，中爪哇，日惹和东爪哇等爪哇島的省份居住了印尼全國约一半（51.8％）的华人 。印尼的各个省份中，西加里曼丹约有8.15％的人口是华人，其次是邦加-勿里洞（8.14％），廖内群岛（7.66％），雅加达（6.58％），北苏门答腊（5.75％），廖内省（1.84％），在其余各省，印尼华人占比少于1％。北苏门答腊的华人集中居住在省会棉兰，与巴塔克人和爪哇人构成城市中的主要民族，但华人在整个北苏门答腊省所占的比例不大。华人在民禮、先達和丹戎巴來等城市也大量定居 。

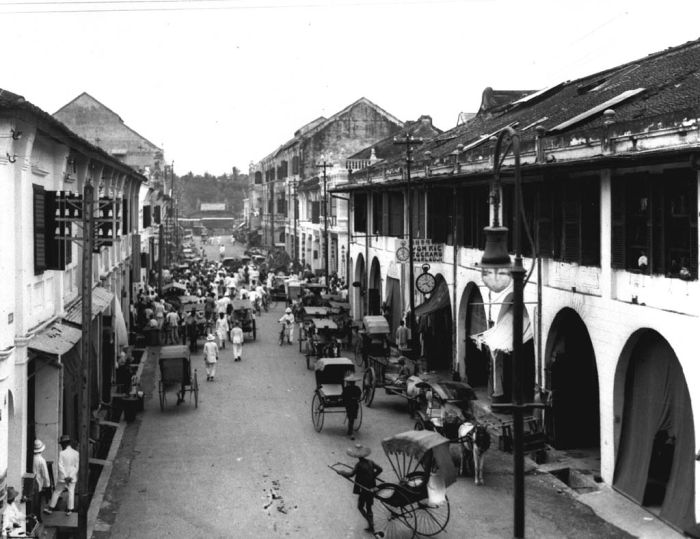
棉兰的华人区，攝於1925年。棉蘭是苏门答腊华人人口最多的城市。

过去对印尼华人人数的估计長期依赖1930年的荷属东印度人口普查。時隔70年後才有新的華人人口普查數據。1930年的人口普查收集了有关种族的直接信息，报告显示，當時的荷屬東印度华人约123万，占总人口的2.03％。这被认为是华人的准确数据。
在2000年之前，没有人口普查收集民族信息，因此中间年份的数据只能从其他数据（如语言和宗教信仰）推断出来。早期调查中，1961年人类学家G.W. Skinner估计，有230万（2.4％）至260万（2.7％）华人。1973年，前外交部长亚当·马利克在印度尼西亚日报发表的报告中指出有500万华人。随后许多媒体和学术界人士估计，华人约印尼总人口的4％至5％。在2000年代，估计数字已经达到了600万到700万，2006年，中華民國僑務委員會估计印尼华人高达767万。
1920年至1930年期间，印尼华人人口平均每年增长4.3％，然后由于经济大萧条的影响，许多地区经历了净移民。另外，1950年代以来华人移民人数大幅减少，所以印尼华人增长率下降。根据2000年的人口普查，人口年龄相对较大，全国14岁以下人口比例最低，65岁以上人口比例居第二位。人口金字塔底部狭窄，直到15-19岁年龄组迅速增加，表明总生育率迅速下降。1980年以来出生人口绝对数量下降就证明了这一点。在雅加达和西爪哇，人口高峰在20-24岁年龄组，这表明生育率的下降早在1975年就开始了。随着人口年龄的增加，金字塔呈现平稳下降趋势。

### 海外移民

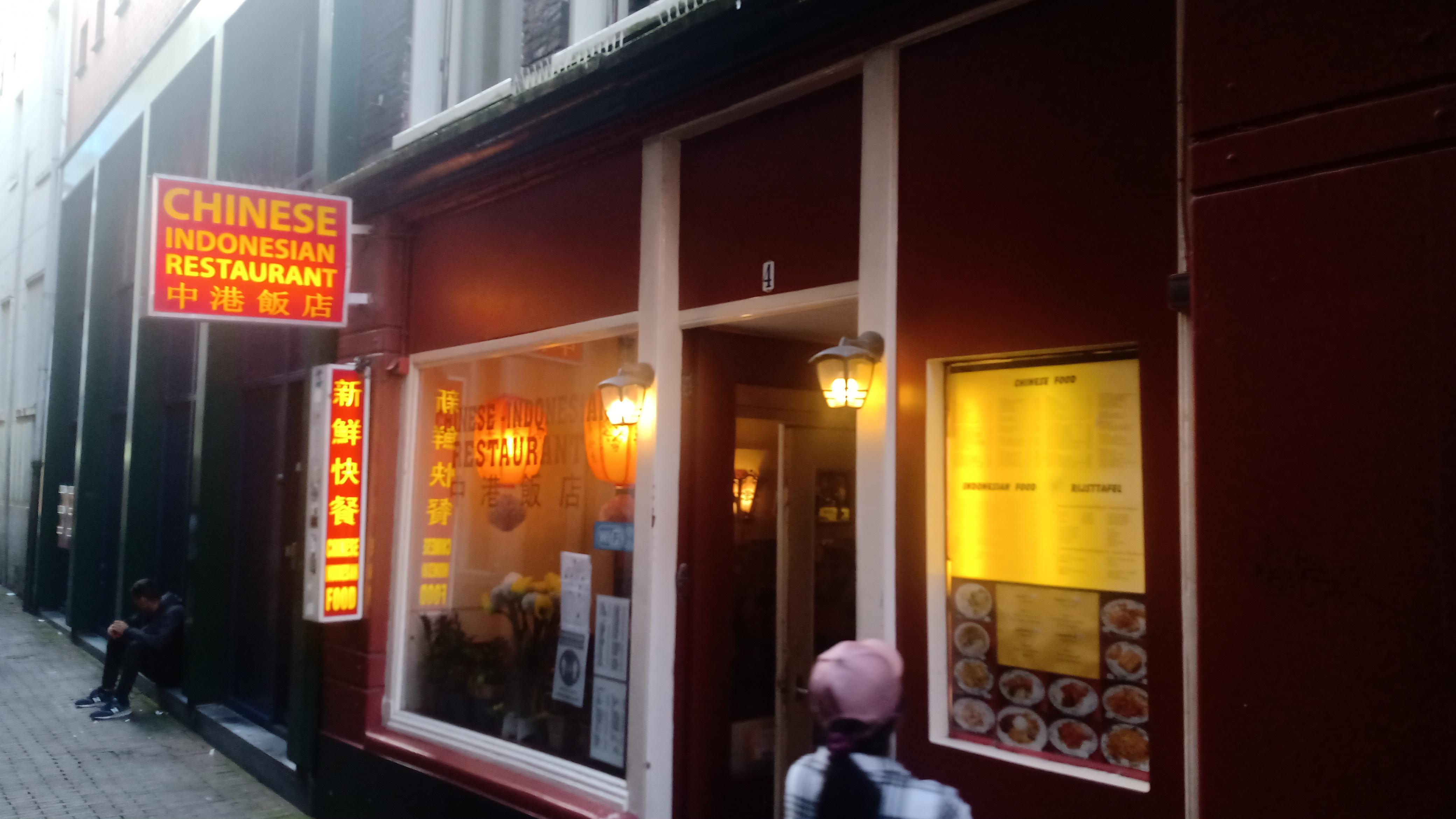
荷蘭阿姆斯特丹的印尼華人餐廳

20世紀下半葉，印度尼西亞華人和其他東南亞國家的華人開始移民到較為發達的西方國家。尽管这些移民有華人血統，但他们往往不被认为是華人，这种趋势一直持续到现在。
澳大利亞的政治家James Jupp AM於澳大利亞人口百科全書估計，1990年代後期生活在澳大利亞的30,000多名印度尼西亞移民中有一半是印度尼西亞華人，且已經融入其他華人社群。在紐西蘭，許多印度尼西亞華人移民居住在奧克蘭郊區，有些人在1998年印度尼西亞騷亂後來此尋求庇護，其中三分之二有居留權。澳大利亞學者Charles Coppel相信印尼華人移民為構成居住在香港的海外歸僑的一大群體。
2000年生活在美國的57,000名印尼人中，有三分之一的人估計為印尼華人。在南加州，居住在該地區的印尼裔美國人中有60％有華人血統。移民美國的印尼華人通常在印尼生活了幾代，並與印尼原住民通婚。在加拿大，只有少數印度尼西亞華人移民說閩南泉漳話、客家話、潮州話等漢語方言。雖然有華人家庭有興趣恢復傳統文化，但其在加拿大出生的後代往往不願意學習漢語。

## 社會

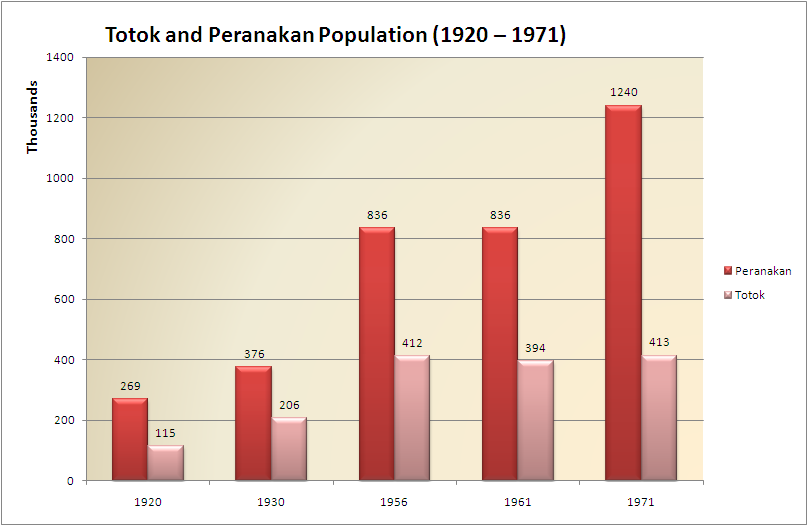
整个20世纪“土生华人”（红色）和“新客華人”（粉色）的人口估计

It may be stated as a general rule that if a given area of Indonesia was settled by Chinese in appreciable numbers prior to this [20th] century, Chinese society there is in some degree dichotomous today. In one sector of the society, adults as well as children are Indonesia-born, the orientation toward China is attenuated, and the influence of the individual culture is apparent. In the other sector of the society, the population consists of twentieth-century immigrants and their immediate descendants, who are less acculturated and more strongly oriented toward China. The significance and pervasiveness of the social line between the two sectors varies from one part of Indonesia to another.（一般地，如果印尼的某一特定地区在20世纪之前就有相当数量的华人定居，那么今天此地的华人社会在某种程度上是二元的。該社会的某一羣體无论是老幼都是印尼本土出生的，其中國導向弱，個體的文化也明顯本土化。在社会的另一部分，人口由二十世纪的中國移民及其直系后代组成，他们的同化程度较低，中國導向更加强烈。这两个羣體之间的社会界限的重要性和普遍性因印尼的不同地区而异。）——G. William Skinner，"The Chinese Minority", Indonesia pp. 103–104

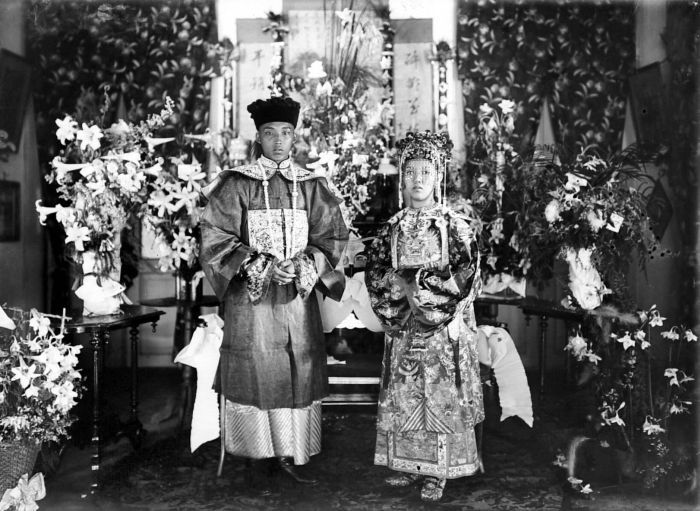
中爪哇Salatiga，身着華人传统服饰的新娘和新郎，攝於1918年
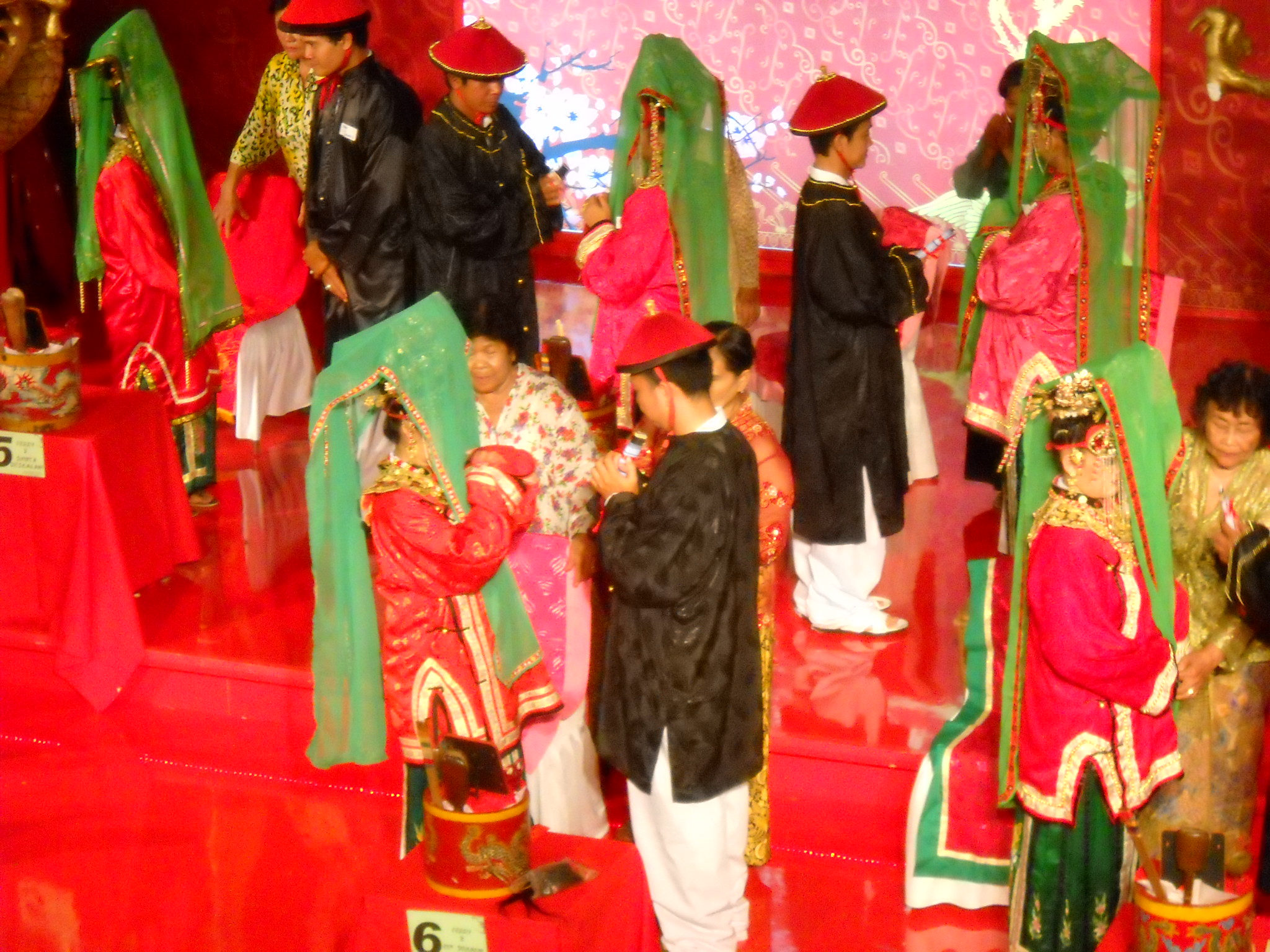
文登華人的婚禮，攝於2012年的雅加達。文登華人是重要的土生華人羣體。
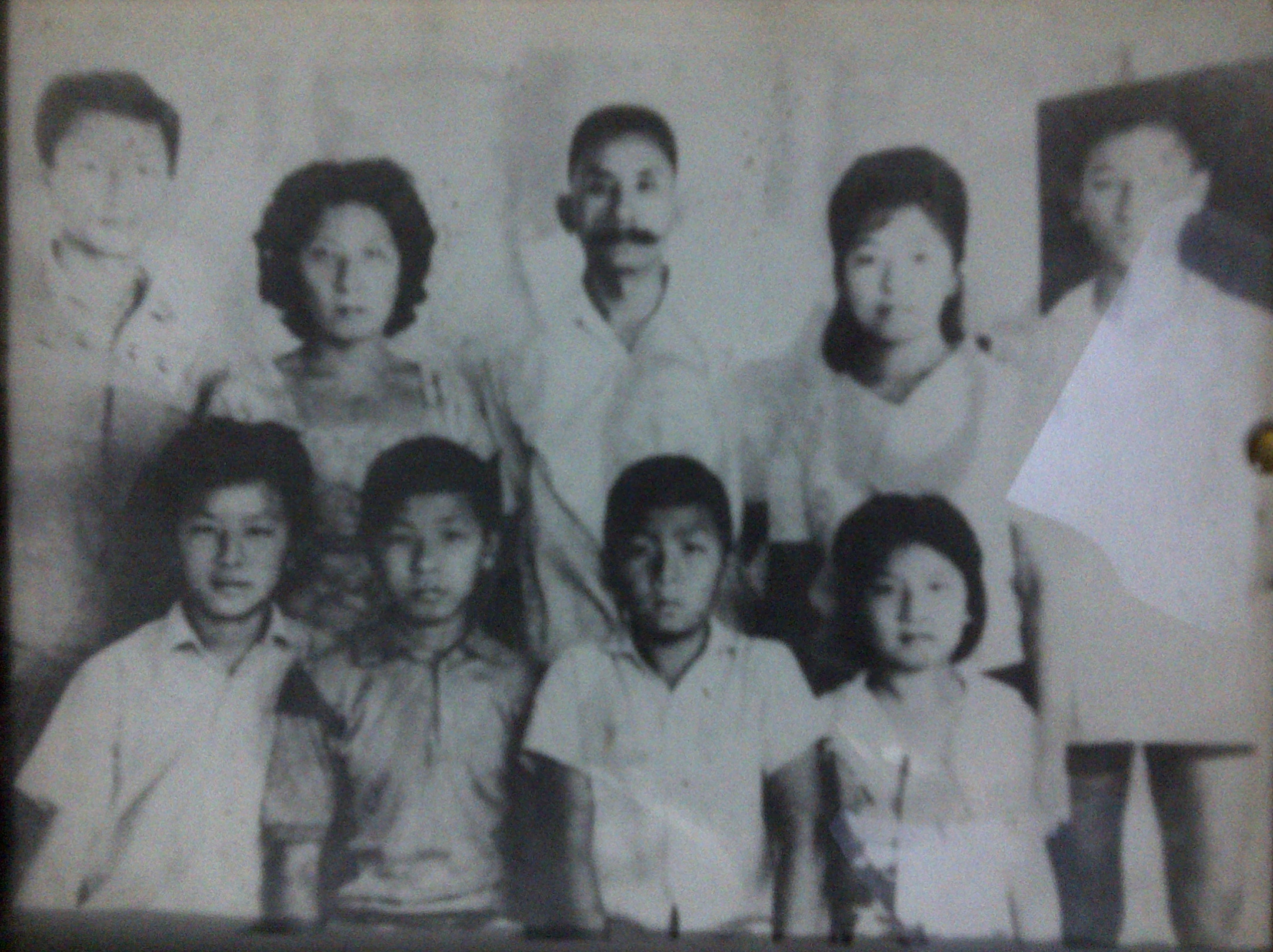
1967年湖北籍彭氏家族的第二代與第三代合照
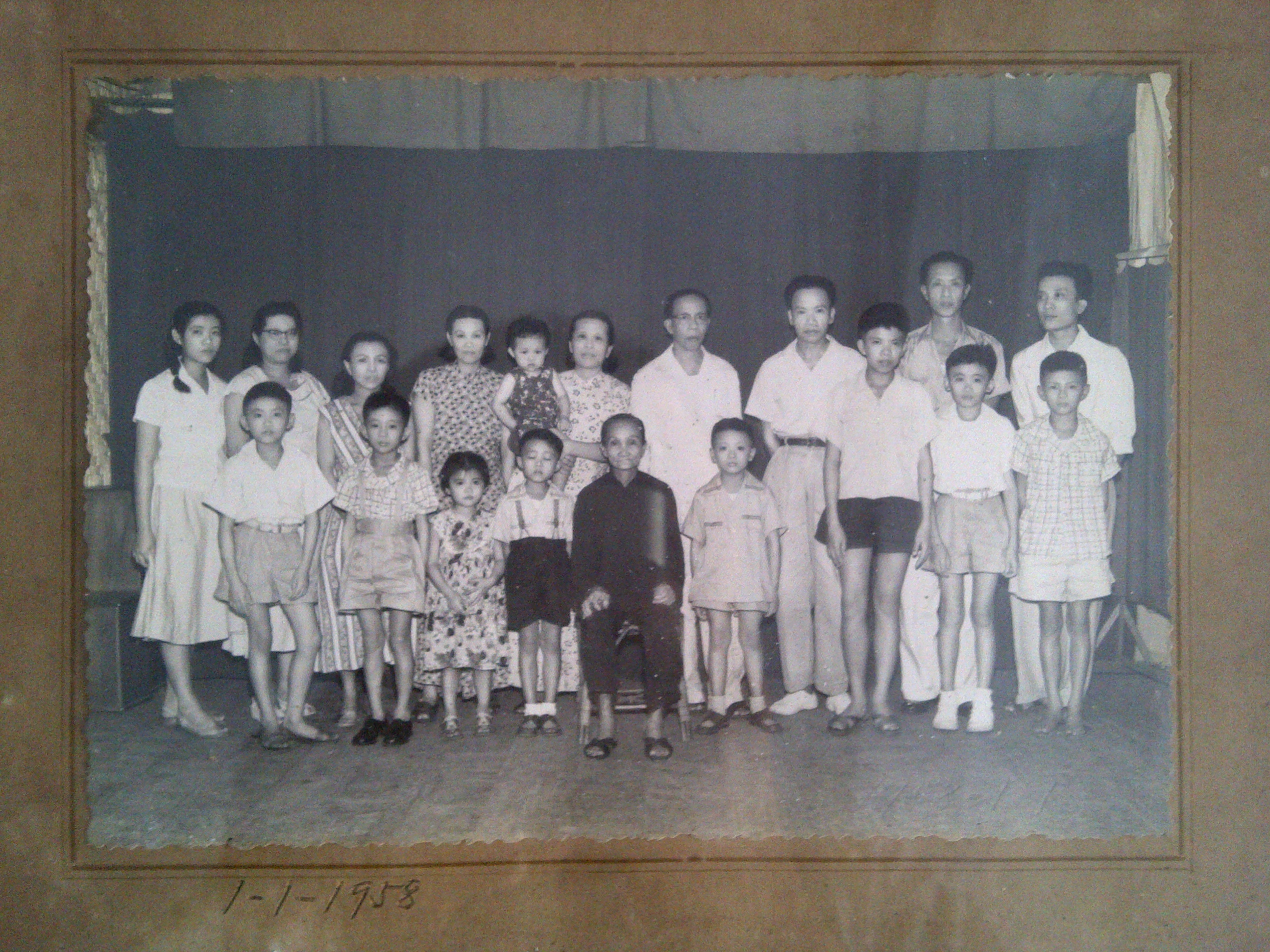
1958年客家人古氏家族第一代到第三代的合照

研究印尼華人的學者在过去經常根據種族和社會文化背景來區分該群體的成員：土生華人和新客華人。這兩個術語最初是用來在種族上區分純種的中國移民和混血的華裔後代。後來出現了這些術語的第二層含義，即新客華人出生在中國，任何出生在印尼本土的人都被認為是土生華人。新客華人內部的區隔主要是由於不同的語言羣體，但這種模式在20世紀之交已經不明顯了。而對於土生華人，社會階層的劃分是根據教育和家庭地位而不是財富來劃分的。
在蘇哈托時期，印尼的新客華人和土生華人都經歷了土生華人化和印尼化，二者的界線逐漸模糊化。

### 性別與親屬關係
新客華人社羣的亲属关系结构遵循中国社会的父系和父权制传统。
土生華人的亲属模式结合了爪哇社会中的基质，母系和母權制的元素。在土生華人的社区中，儿子和女儿都可以继承家庭财富，包括祖先的骨灰。土生華人家庭中的政治，社会和经济权威比在新客華人家族中更平均分布在两个性别之间。亲属术语不能区分母亲和父亲的亲戚。土生華人有更多無小孩的夫婦。
土生華人家庭比新客華人更接近一些传统的中国价值观。由于土生華人失去了与中国沿海省份祖籍地和祖先家庭的联系，因此他们較少受到中國20世纪现代化的影响。土生華人对离婚的态度更为严格。在土生華人家庭中，包办婚姻更为普遍，他们的关系往往更具有裙帶關係。新客華人更世俗化，而土生華人青年往往更具宗教信仰。
在21世纪，新客華人和土生華人的概念差异逐渐变得过时，一些家庭表现出两种族羣的文化特征。异族通婚和文化同化通常会阻止形成与任何简单的种族标准一致的華裔印尼人的精确定义。在某些形式或情况下，使用華人姓氏通常是文化自我认同的标志，或与華人社会制度的一致性。

### 自我認同與身份
1930年荷屬东印度人口普查中的中国人被殖民者归类为異域东方人（荷蘭語：Vreemde Oosterlingen），这导致了单独的登記。
印度尼西亚独立后，通过1946年的一项公民法案授予了公民身份，并在1949年和1958年重申了公民身份。但是，他们经常遇到有关其公民身份合法性的障碍。印尼華人在与政府官员开展业务时，要求出示印尼公民證。没有SBKRI，他们将无法制作护照和居民身份证；注册出生，死亡和结婚证书；或注册营业执照。许多選擇中國國籍的印尼華僑在1950至1960年代的中華人民共和國撤僑後在中華人民共和國生活，這些人被中華人民共和國認為是歸國華僑，此外，不少印尼歸國華僑之後前往英屬香港定居。
用於識別社羣的其他術語還有土生華人和新客華人。前者传统上用来描述那些在当地出生的人，源自印尼语单词anak（孩子），因此意味着“土地的孩子”。后者源自爪哇語，意为新的或纯净的，用于描述外国出生的和新移民。为了确定印尼華人的各個分支，Mely G. Tan认为必须根据国籍，然后根据他们的文化取向和社会认同。而Aimee Dawis指出，自1990年代初以来，基于文化亲和力而不是原籍国的这种定义更有說服力。
社會學家Mely G. Tan認為，研究華裔移民的學者常將這個群體稱為「整體實體」：海外華人。這種處理方法在印尼也長期存在；大多數人稱他們為Orang Cina或Orang Tionghoa（兩者的意思都是華人），或Hoakiau（華僑）。他們以前在民族誌文獻中被描述為「印尼華人」，但現在的術語已經發生變化。舊的表述強調該團體的中國血統，而新的描述則強調印尼種族融合。Aimee Dawis援引著名廖建裕的話說，這種轉變「對於打破他們是一個排外群體的刻板印象來說非常重要」，並且還能在他們中間「促進民族主義意識」。

### 經濟活動與經濟地位

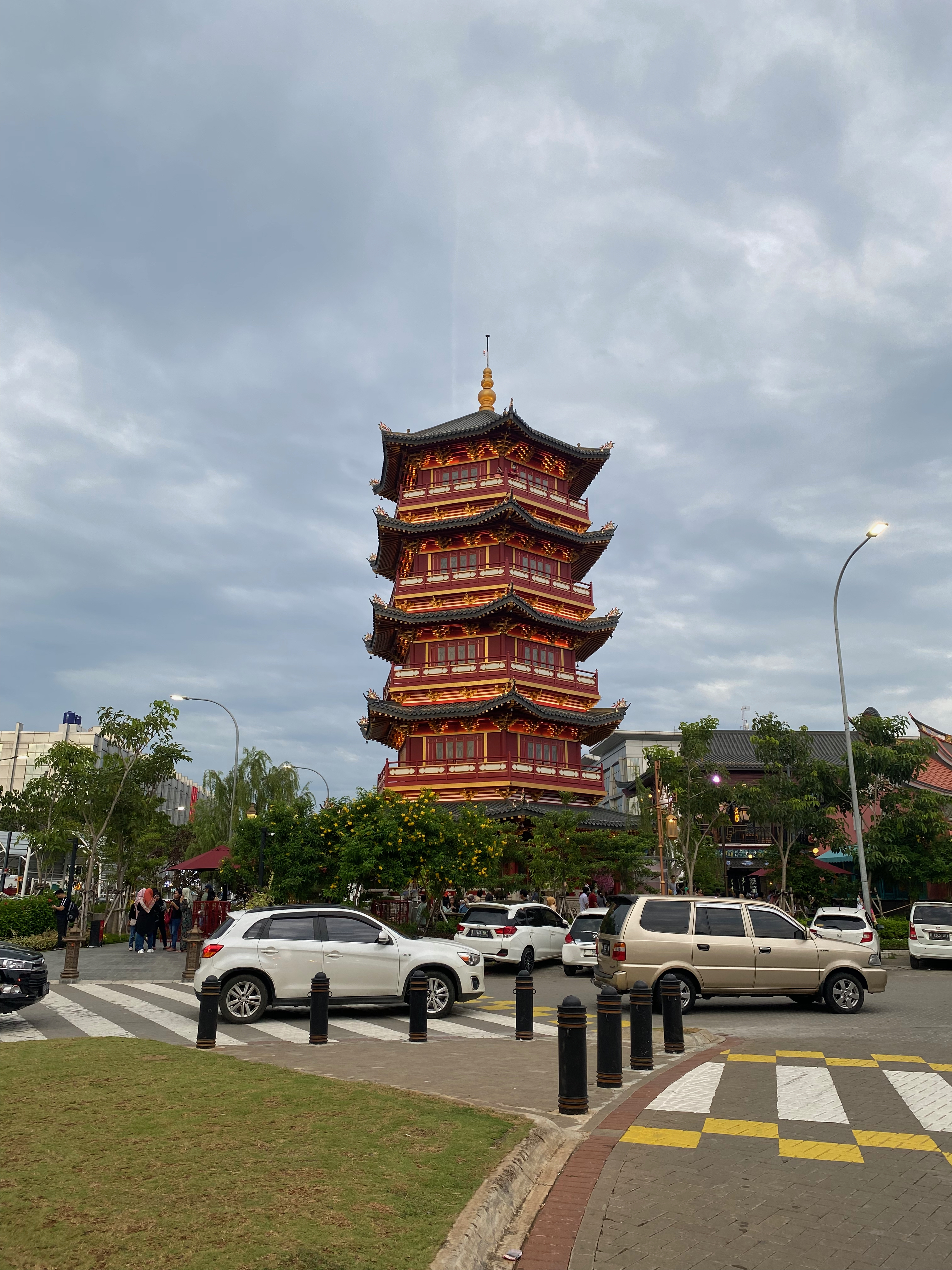
北雅加達佳富海滨城的佛塔。佳富海滨城通常是最受欢迎的華裔印尼人的住宅区，在独家封闭式群集中拥有大型豪宅。

1941年之前的華人商業由土生華人主導。新客華人在印尼独立后的头十年中的商業地位得到了加强。殖民時期的甲必丹的地位由新時期的財閥取代。在印度尼西亚独立革命期間，華人商人和原住民軍官合作走私，這使得獲得軍官支持的林紹良等福清籍新客商人在蘇哈托新秩序時期崛起，1998年之後其他經濟強大的華人族羣開始出現。
1950年代，印度尼西亚的几乎所有零售商店均由華人企业家所有，其业务从销售杂货到建筑材料不等。土著商人感到不滿。
在土著商人的压力下，印尼政府颁布了堡垒计划和1959年第10號總統令，该计划对華人进口商和華人农村零售商施加了限制。尽管国家和私人努力鼓励土著资本的增长，但華人商人的主導地位仍在继续。印尼華人企业是竹網的一部分，这些网络共享共同的家庭和文化联系。
印尼政府政策在新秩序時期发生了巨大变化。为了恢复经济，政府转向那些拥有投资和扩大公司活动能力的人。華人资本家称为主公，得到了印尼军方的支持，印尼國民軍在1965年之后成为主要的政治力量。土著商人在1970年代再次要求政府提供更多的投资支持，但立法努力未能减少華裔商人统治地位。
印尼本土與國際報道往往突出最富裕的華裔印尼商人，並誇大他們佔據的國民財富。此外，中華人民共和國在改革開放之初，致力於吸引海外華人的資本投資僑鄉或中國其他地方。在1995年由澳大利亚外交贸易部东亚分析部门发表的一项研究中，大约73％的上市公司市值（不包括外国和国有公司）归華裔印尼人拥有。此外，他们在1993年底拥有前300个綜合企業和前十名私营部门组中的98％。这个数字传播了一个普遍的看法，即華人（估计人口的3％）控制了70％的经济 。尽管该数字的准确性是有争议的，但很明显，财富差异沿着种族边界存在。對華人富有的刻板印象被政府進一步加深，因爲蘇哈托政府无法将自己与供養人脫鉤。
在亚洲金融危机之前，印度尼西亚的前五名企业集团-三林集團，阿斯特拉國際、金光集團、鹽倉集團、三寶麟和力寶集團，都是印尼華人拥有的，年度销售总额为112亿印尼盾（470亿美元）。当亚洲金融危机最终袭来时，印尼盾的暴跌严重破坏了公司业务。许多集团失去了大部分资产并崩溃。在接下来的几年中，其他企业集团努力偿还国际和国内债务。1998年之后提出的改革旨在使经济摆脱根据新命令建立的寡头安排 ，然而，改革计划被证明太乐观了。大多数人最初担心印尼民主化，但社会去邊緣化的过程意味着華族在印尼历史上首次被视为社会的平等成员。越来越多的区域自治使幸存的集团能够探索外部省份的新机会，经济改革创造了一个自由的市场。

### 政治參與

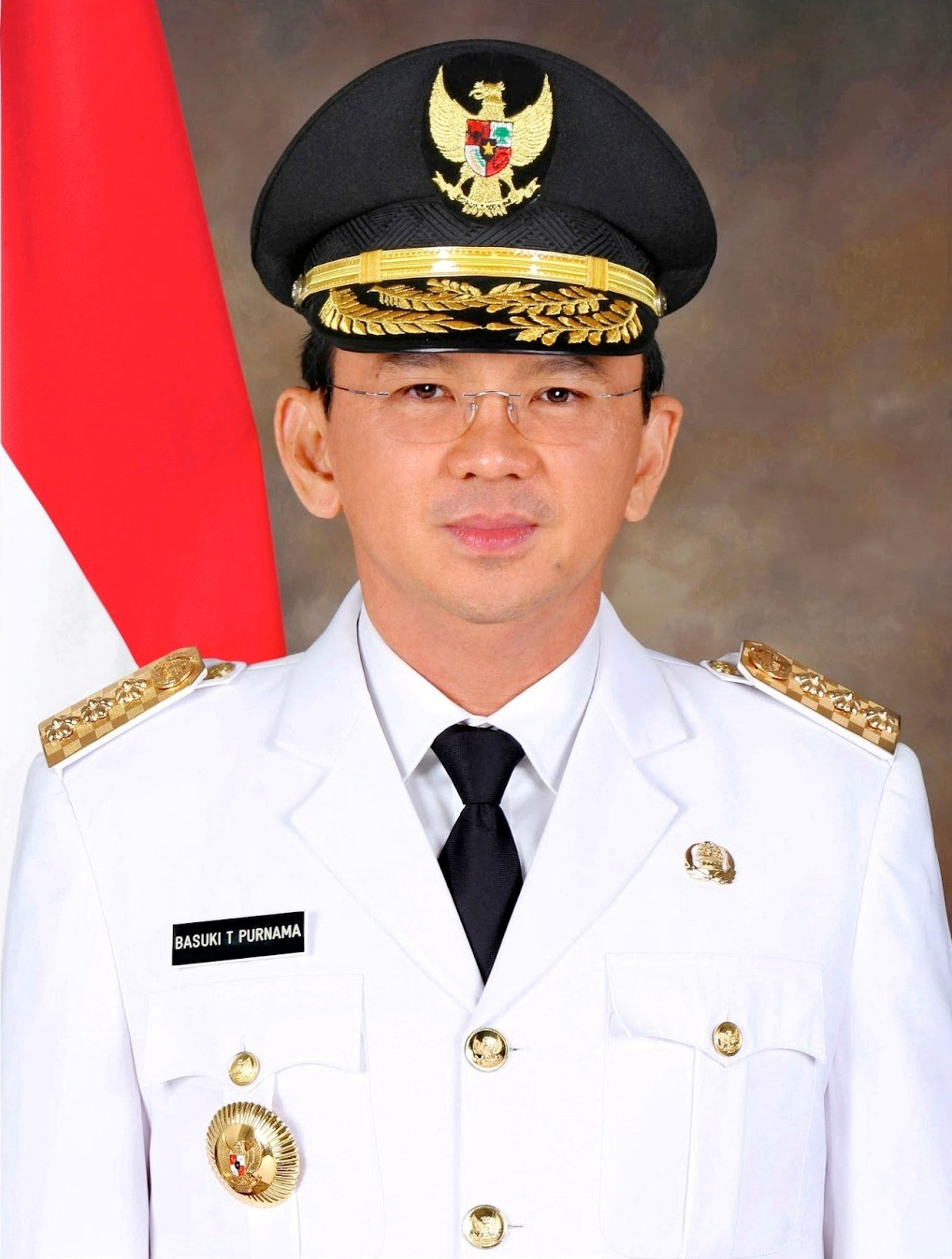
鍾萬學，2014–2017年的雅加達首都特區省長（英语：Governor of Jakarta）。
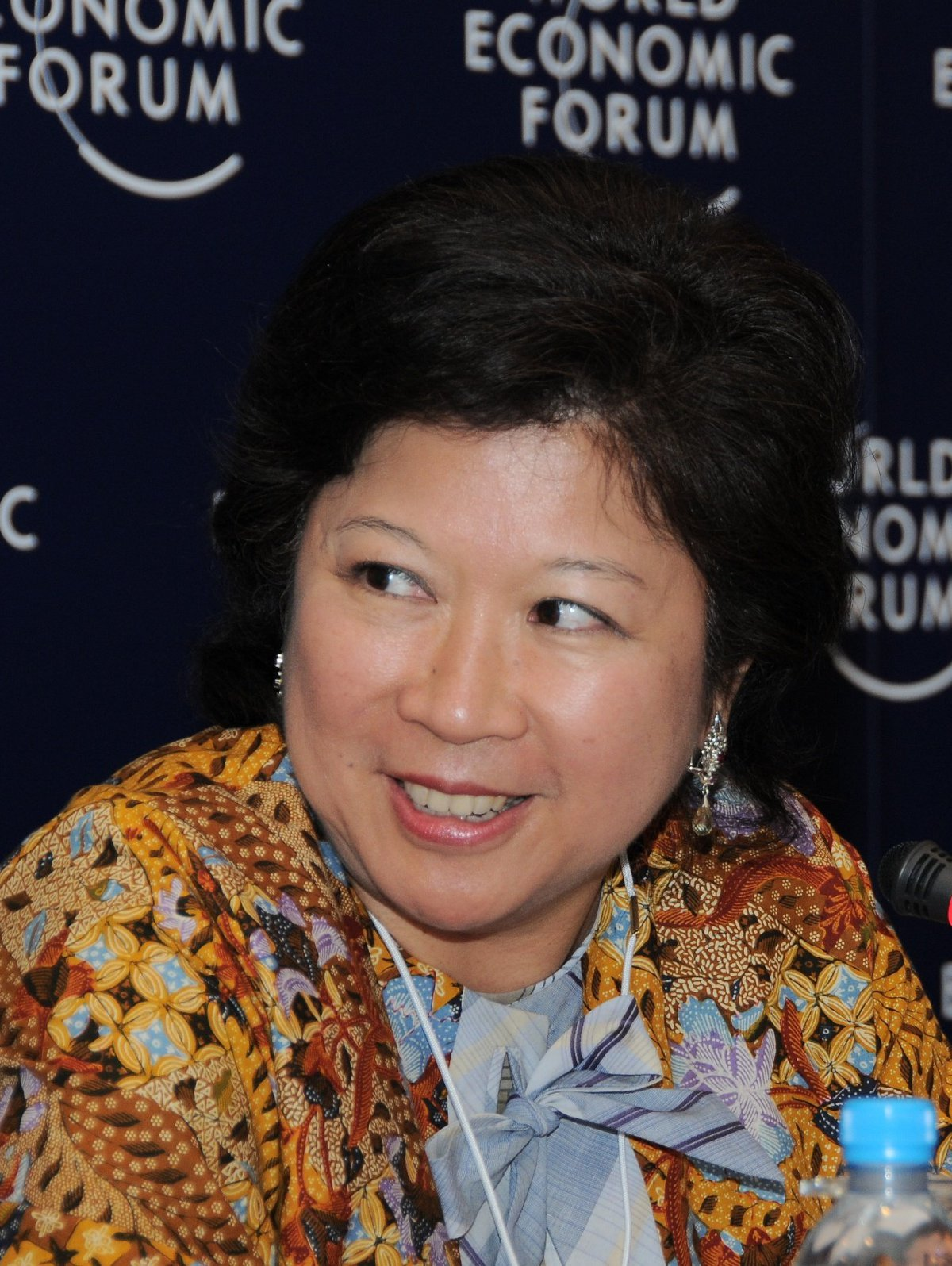
冯慧兰，印尼史上首位入阁的华裔女性。
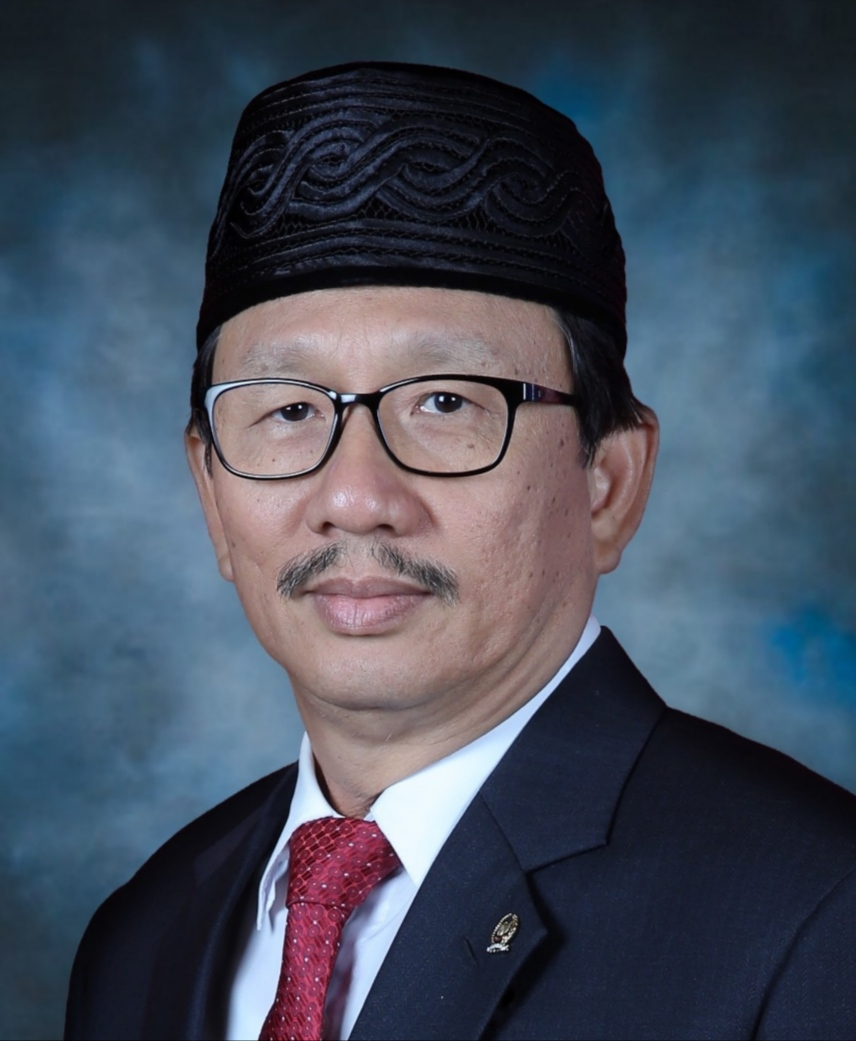
黃漢山（英语：Christiandy Sanjaya），2008至2018年任西加里曼丹副省長。
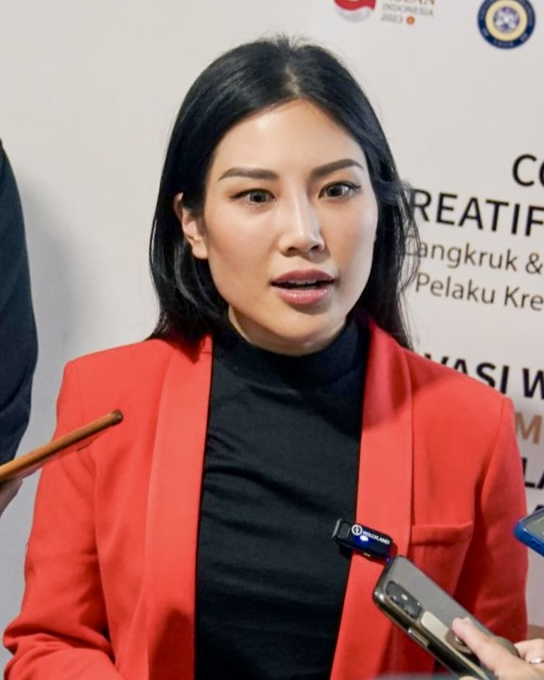
安琪拉·陳，自2019年起担任印尼旅游和创意经济部副部長。

在18世紀到20世紀早期，印尼華人社會由土生華人主導。隨着19世紀末到20世紀初土生華人的再華化努力，一场新的泛华人运动出现了，其目标是统一华人的政治身份。该运动后来在1920年代分裂，当时土生华人精英抵制新客華人在民族主义运动中的领导，两个群体制定了自己的目标。
独立后的国籍问题使华人政治化，并导致印度尼西亚国籍协商会（國協）于1954年成立，成为第一个也是最大的印尼华人群众组织。國協及其多数土生华人成员带头反对一项限制获得印尼公民身份的华裔人数的法律草案。在1955年的立法選舉中，國協獲得了178,887票並贏得一個人民代表会议（國會）席位。同年晚些時候，兩位國協候選人也被選為制憲議會議員。
蘇哈托政府禁止少數族裔政黨，只留下專業集團和土著政黨建設統一黨、印度尼西亞民主黨。去政治化將華人的活動限制在經濟領域。批評政權的印尼華人大多是土生華人，土生華人將自己定位為印尼人，這使得華人中沒有明顯的領導人。
蘇哈托下臺後的1999年印度尼西亞立法機構選舉前夕，新聞雜誌《時代》對可能的印尼華裔選民進行了一項調查，調查他們支持的政黨。儘管受訪者可以選擇多個政黨，但70%的人支持印度尼西亚斗争民主党，該黨的民族主義政黨形像被認為對華人有利。該黨也受惠於經濟學家郭建義的加入，他深受華裔和非華裔選民的尊敬。

## 文化

### 語言

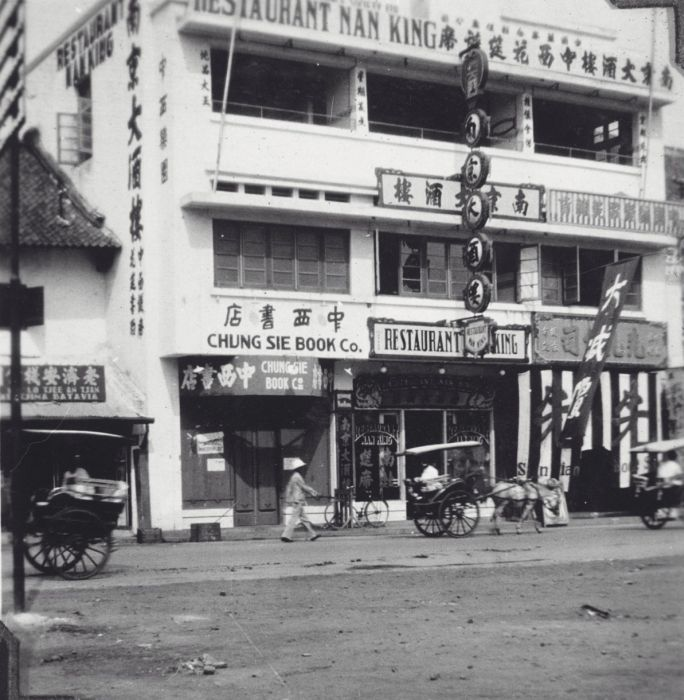
巴達維亞城有漢字招牌的店鋪。攝於1925至1935年間

大多数的印度尼西亞華人的母语都不是現代標準漢語，而是印度尼西亞語。新客華人內部的區隔主要是由於不同的漢語方言羣體，而土生華人的母語往往是印尼本土語言並非漢語。
華裔印尼人的祖先大部分是中国南方汉人，而其祖先主要使用的是这三大漢語變體：閩台片閩南語（福建話）、客家話、粵語。除此之外潮州籍印尼華人的闽南语子方言潮州話與閩台片閩南語能有一定程度上的互通理解。在1982年的一項調查指出，有2百萬個印度尼西亞華人使用漢語方言：其中700,000人使用閩南語方言（泉漳話和潮州話）；140,000人使用客家語；18萬人使用粵語；使用閩東語（包含福清话和福州話）有20,000人。此外，有估計有20,000華人使用印尼語的不同方言。但是在2016年语言使用调查时，仅剩450,000人使用闽南语，80,700使用客家话，10,000使用粤语。由於新秩序時期禁止印度尼西亞華人公開使用汉语（閩台片閩南話、客家话、潮州话等），許多在當時接受教育的華裔印尼人的漢語水平有所下降。但不少在蘇門答臘和加里曼丹的新客華人（Totok），可以流利的使用漢語變體（閩台片閩南話、客家话、潮州话等）。
截至2018年，華裔印尼人學習現代標準漢語的人數在增加。
| 語言群 | 1950      | 1980      | 1990      | 2000      | 2010      | 2020      |
| ------ | --------- | --------- | --------- | --------- | --------- | --------- |
| 印尼语 | 1,442,650 | 3,750,677 | 6,081,872 | 7,448,912 | 8,348,912 | 8,897,813 |
| 闽南   | 4,067,895 | 1,768,931 | 1,622,106 | 1,349,285 | 875,460   | 723,480   |
| 客家   | 1,783,056 | 543,670   | 485,691   | 220,751   | 172,360   | 140,937   |
| 广东   | 893,271   | 468,712   | 205,683   | 52,670    | 32,791    | 10,705    |
| 其他   | 676,804   | 210,756   | 144,576   | 6,870     | -         | -         |

#### 華人馬來語
许多印度尼西亚人，包括華裔印尼人，相信存在一种马来语方言，即“華人馬來語” 。19世纪下半叶土生华人文学的发展催生了这种马来语变体，通过从漢語原文翻译或直接用馬來語創作的 席拉（武術）故事而流行。学者们认为它不同于爪哇语和马来语的混合口语，華人馬來語被认为是“仅由华人使用”。
[E]xcept for a few loan words from Chinese, nothing about 'Chinese Malay' is uniquely Chinese. The language was simply low, bazaar Malay, the common tongue of Java's streets and markets, especially of its cities, spoken by all ethnic groups in the urban and multi-ethnic environment. Because Chinese were a dominant element in the cities and markets, the language was associated with them, but government officials, Eurasians, migrant traders, or people from different language areas, all resorted to this form of Malay to communicate.（除了一些来自漢語的外来词外，“华人马来语”没有什么是华人独有的。语言是低變體，即巴剎马来语，是爪哇街市的通用语言，尤其是城市的通用语言，城市和多民族环境中的所有民族都使用这种语言。 由于华人在城市和市场中占主导地位，语言与他们联系在一起，但政府官员、欧亚裔、移民商人或来自不同语言区的人们都采用这种形式的马来语进行交流。）——Mary Somers Heidhues，海外華人百科（The Encyclopedia of the Chinese Overseas）

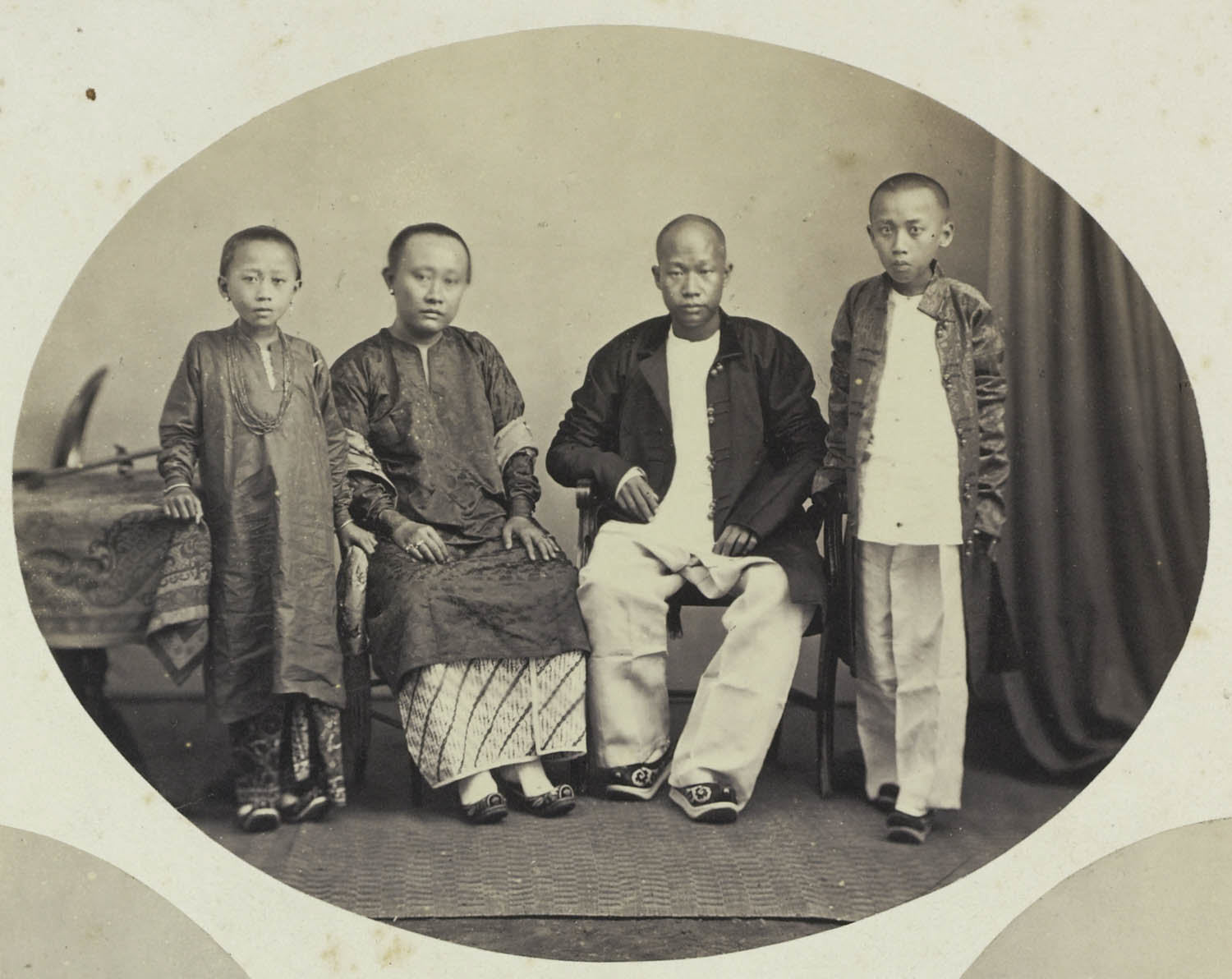
爪哇土生華人家庭合照，攝於約1856至1878年間。殖民時期的土生華人女性常常穿蠟染服飾。

Ellen Rafferty稱，在爪哇，土生華人早在1800年以前就開始說巴剎马来语和一些爪哇語，和外地人交流則多用巴剎马来语。土生華人在1800年以來的一些書面溝通也用了一些爪哇語。這種口語的爪哇語被稱爲ngoko變體。在1800年之後，書面的爪哇語被巴剎马来语所取代。在1945年後，土生華人在家使用一種印尼語化的爪哇語，並在一些本土交流中夾雜一些ngoko爪哇語，在跨地區交流和書面交流使用印尼語。
讨论华人马来语的学术文献普遍指出，整个群岛的华人并不讲同一种马来語方言。此外，虽然荷兰殖民政府在1901年首次引入范歐普豪伊森拼音系統，但華人馬來語报章直到印尼独立后才遵循这一标准。由于这些因素，华人作为殖民时期以多种马来語方言进行交流的最大群体，在现代印尼语的发展中发挥了“重要作用”。

#### 漢語

##### 汉语官话
20世紀上半葉中華會館的華語學校與親中的新報社團緊密結合，培養了海外中國民族主義。

##### 閩台片閩南話（福建話）
蘇門答臘的東北部地區（北蘇門答臘省、廖內省、廖內群島省和佔碑省）的華人主要使用兩種閩台片閩南語的域外變體棉蘭福建話（近似漳州話腔調）和南馬福建話（近似泉州話音韻），在爪哇島，蘇拉威西和加里曼丹（婆羅洲）也有使用閩台片閩南語的華人。

##### 潮州話
使用潮州話的潮州籍華人主要分佈在西加里曼丹省南部地區，特別是吉打邦（頭彭）和坤甸，在廖內群島群島也有潮州籍華人分佈。

##### 客家話
客家裔華人主要分佈在亞齊、邦加-勿里洞省和西加里曼丹省坤甸北部、山口洋市，在爪哇也有客家裔華人使用客家話。

##### 粵語
使用粵語的廣東人主要分佈在大城市如雅加達、棉蘭、巴淡島、泗水和坤甸。

##### 閩東語（福清話和福州話）
雅加达、泗水和萬隆有使用閩東語（福清話和福州話）的華人。

#### 荷蘭語
在荷蘭殖民時期，荷蘭語華人學校培養了不少西化的華人精英。即使在1980年代，不少東爪哇的土生華人精英仍然在說荷蘭語。

### 姓名
雖現今許多印尼華人已採用融入當地語言文化的姓氏，但歷史上以及現今社會仍有許多以福建話、客家語等語言拼寫的姓名被廣泛使用。

### 宗教
印尼华人宗教信仰 (2010人口普查)
80%的印度尼西亞華人信仰佛教或基督宗教（新教和天主教） 。
由於複雜的歷史因素，印度尼西亞華人比其他東南亞國家的華人更傾向於信仰基督宗教。新秩序時期開始後，由於需要登記宗教信仰，不少華人轉信基督教。許多新教教派支持保留華人身份，有時支持保留華語，但不支持保留祭祖。
新秩序時期，華人民間信仰的表達必須限制在廟宇或家庭內，限制其公衆影響，因此許多華人民間信仰場所改制為受官方認可的佛教場所。
印尼87%人口為穆斯林，但華人穆斯林只佔少數，根據2010年的人口普查顯示，4.7%的印度尼西亞華人是穆斯林。印尼中华伊斯兰教联合会（Persatuan Islam Tionghoa Indonesia，PITI）等組織協會於已經在19世紀末期已經存在。印度尼西亞華人穆斯林協會（PITI）在1963年重新成立為一個現代化的組織。
印尼孔教總會（ Majelis Tinggi Agama Khonghucu Indonesia , MATAKIN）估計95%的孔教信徒是少數印度尼西亞華人，剩下5%孔教信徒為爪哇族。雖然孔教在印尼又重新恢復法定宗教的地位，但印尼許多地方政府拒絕華人將孔教列為宗教信仰。
此外，印尼地方政府還沒意識到法律已經允許印尼公民將身分證上的宗教信仰一欄留空白。

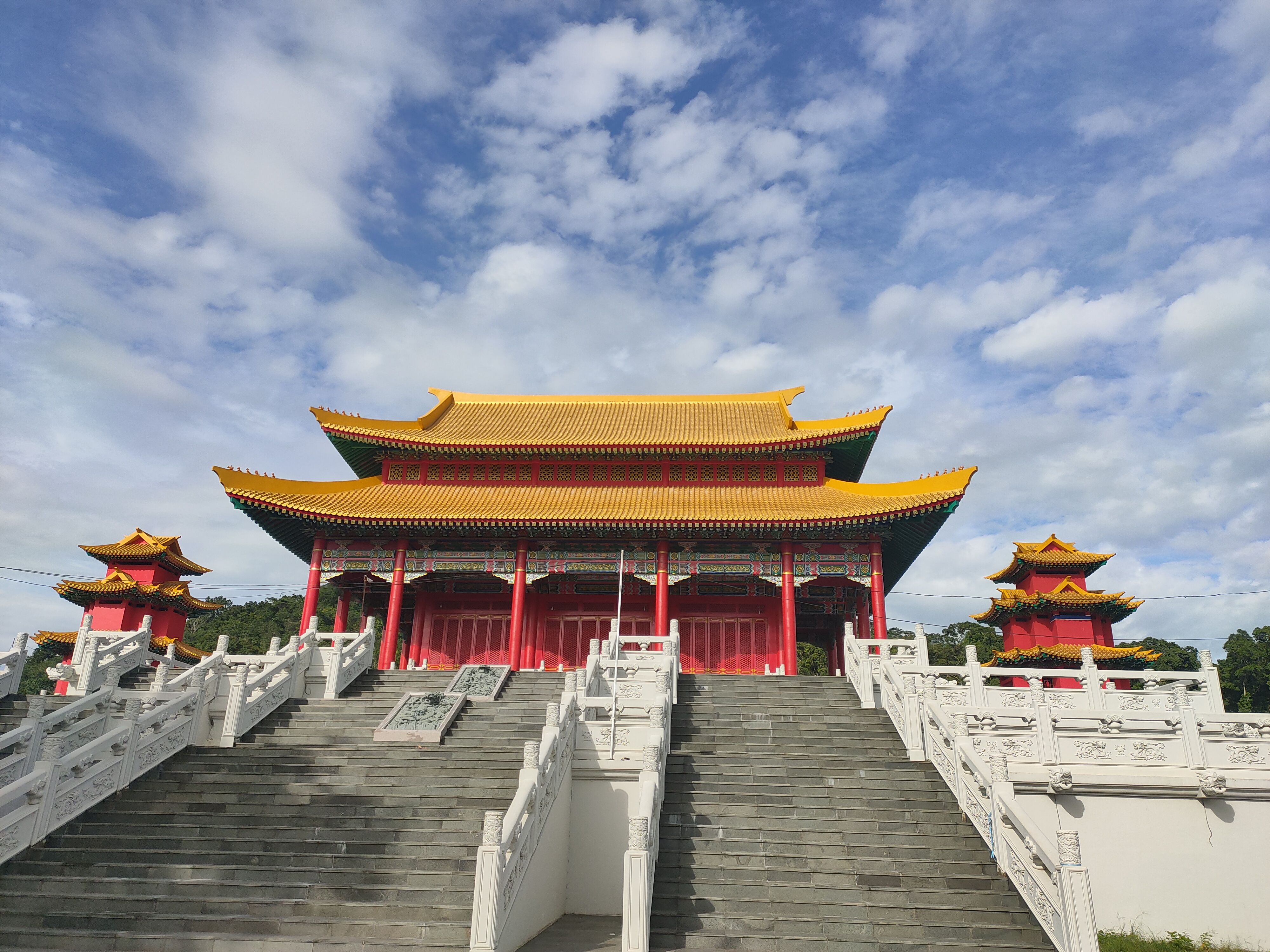
印尼華人在山口洋建的寺庙

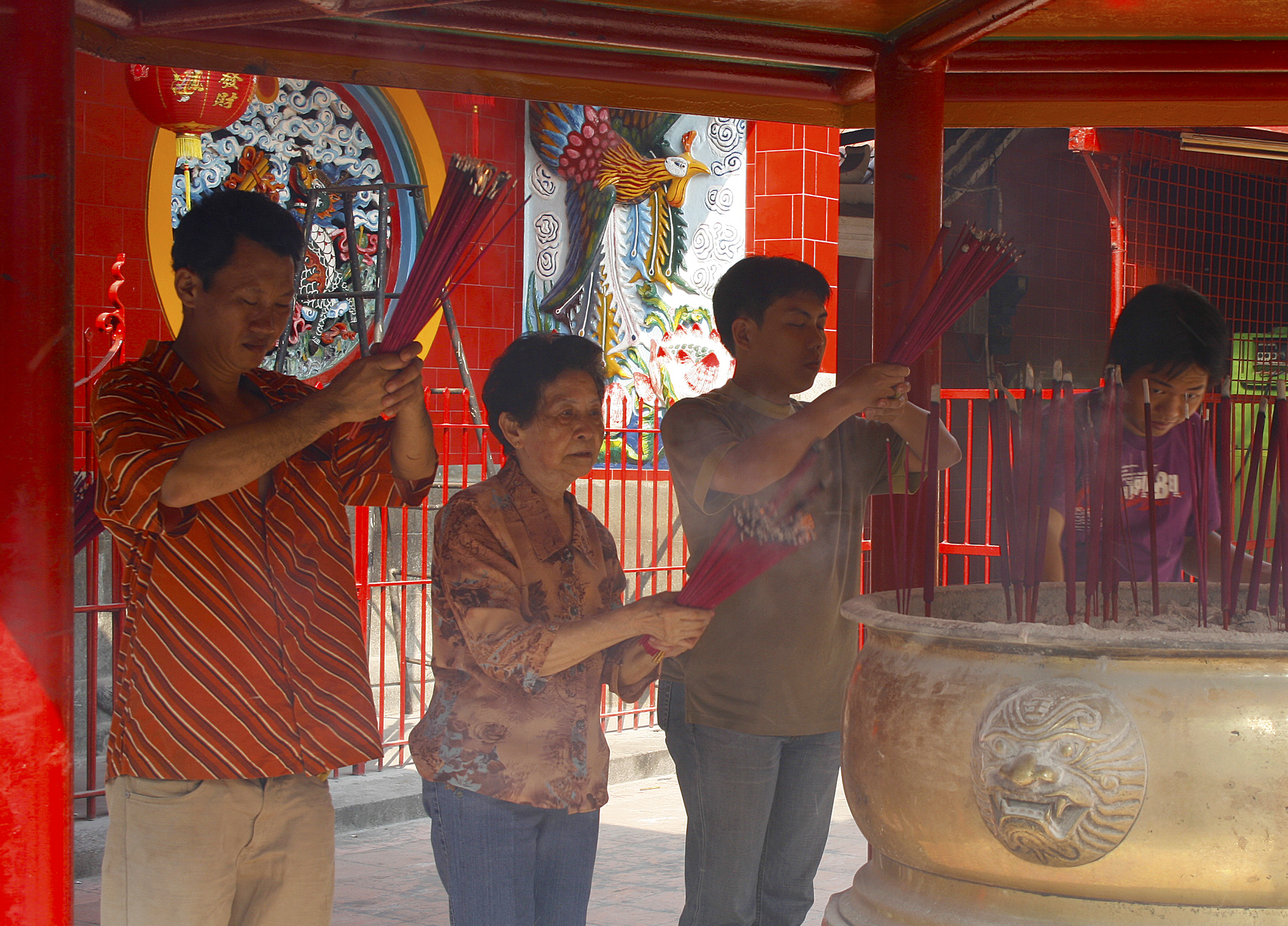
印尼華人在農曆春節期間於雅加達金德院燒香祈福

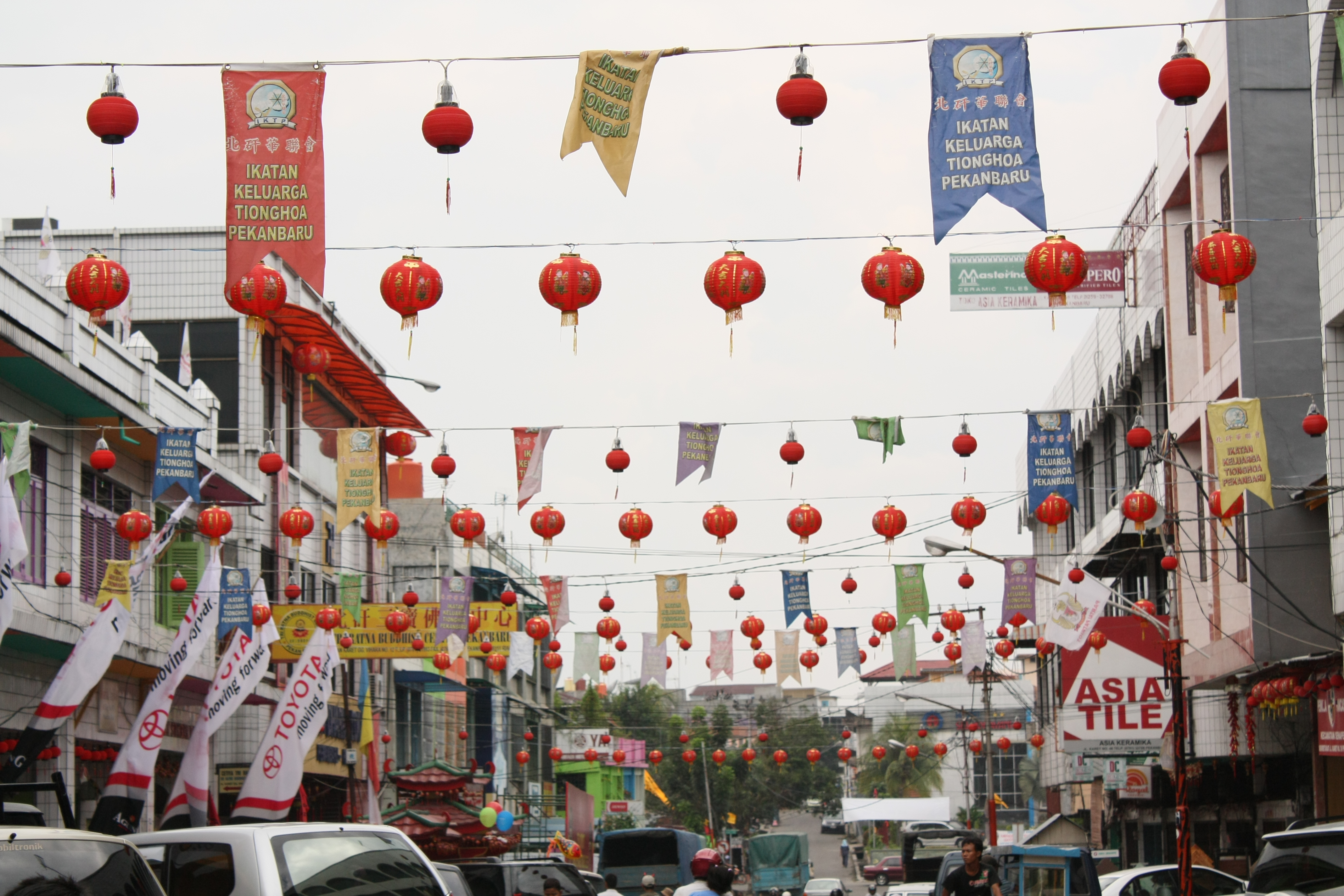
廖内省北干巴魯唐人街的新年庆典

### 建築

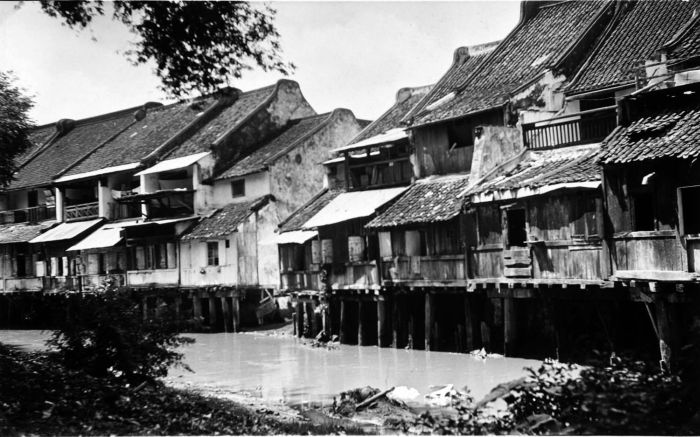
中爪哇省三寶瓏傍河而建造的中國式建築, c. 1925

印度尼西亞各地存在各種形式的中國建築，城鄉之間和不同島嶼之間也存在顯著差異。東南亞的中國建築發展與中國並不相同。透過混合了印尼文化和西方歐洲（荷蘭）文化的樣式，出現了許多融合風格的建築。印度尼西亞的中國建築有三種形式：寺廟、書院和民居。荷蘭殖民時期的城市劃分為三個種族區：歐洲西方人、亞洲種族（阿拉伯人，華人和其他亞洲人）和本地印尼人。在某些情況下，河流，牆壁或道路除外，區域之間通常沒有清楚界限。這種合法的劃分促進了每個區域內城市密度的高增長，特別是在華人區，常常導致環境惡化。早期移民者在建房時並沒有遵循中國傳統的建築樣式，而是以較適應印度尼西亞地區的樣式。早期移民房屋的樣式類似於蘇門答臘，婆羅洲和爪哇的土著房屋。 荷蘭殖民者的分離政策禁止非歐洲西方人使用歐洲建築風格。華人、印尼本地人和其他外來種族生活在自己的文化圈當中。爪哇北部的中國式建築重新翻修，包括建築上的中國風格的裝飾。
隨著20世紀初種族隔離政策的緩和，失去了自己的身份認同的印度尼西亞華人開始西化，從房屋建築中移除中國式裝飾品。政府實施的禁止公開展示中國文化的政策也加快了對當地和西方建築的轉型。

### 印尼華人料理

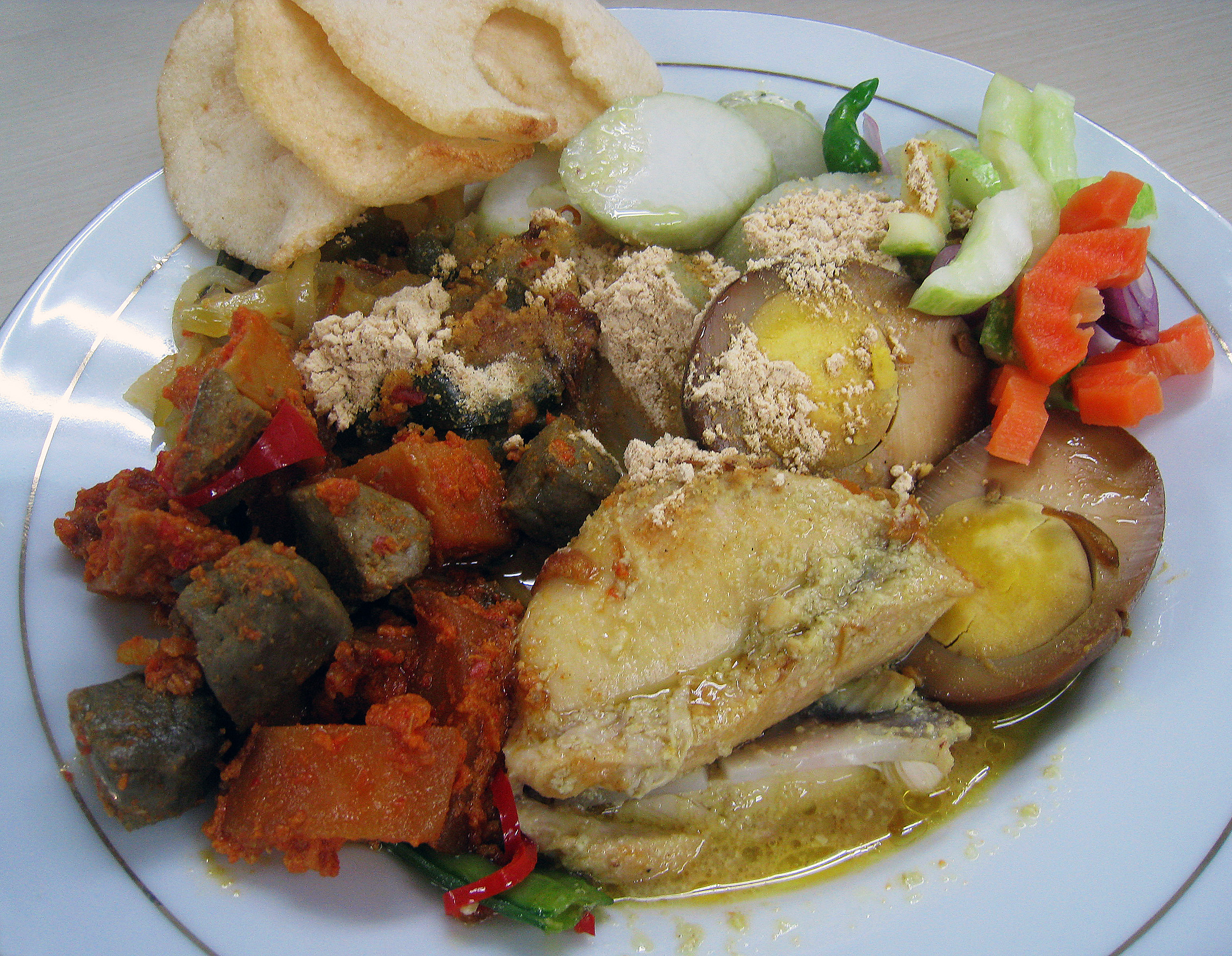
隆東十五暝是爪哇土生華人的十五暝節慶食物

印尼菜有明顯一部分透過了漢語（閩南語、客家話和粵語）的外來語用於各種的印尼菜中。bak表示肉，例如bakpau表示“肉包” ；字的結尾cai （菜）表示蔬菜，如pecai表示“白菜”。 mi 和 mie 表示麵食如 mi goreng表示“炒麵”。
大多數這些菜餚及其配料的外來語來自閩南語，並於印尼語和的印尼語言中被使用。由於這些外來語已經成為印尼語言的一部分，許多印尼原住民和印尼華人不承認菜餚是福建起源的。一些受歡迎的印度尼西亞料理，如nasi goreng，lumpia和bakpia，為到受到中華文化的影響。一些菜餚是印尼原住民和印尼華人的日常飲食的一部分，來作為主食的配菜。在華人家庭中，包含土生華人和新客華人，食用的肉類通常為豬肉；這與傳統的印度尼西亞料理形成對比，傳統的印尼菜絕大部分是不使用豬肉的穆斯林清真式料理。由於認知到豬肉會引起高膽固醇血症和心臟病等健康危害，近年來豬肉食用量已大幅減少。在1997年由雅加達郵報出版的餐廳列表中，大部分適用於外籍人士和中產階級印尼人，至少有80個城市被認為的華人餐廳可列出10頁。此外，主要飯店酒店通常有一家或兩家華人餐廳，而在大型購物中心也可以找到許多華人餐廳。在雅加達的高檔華人餐廳，提供諸如魚翅湯和燕窩湯等料理。被認為具有治療性質的食物，包括有中藥材成分的料理需求量很大。

### 教育
殖民地時期的華人學校教育主要分爲華語、荷蘭語跟馬來語三大流派。20世紀上半葉親中的中華會館的華語學校培養了海外中國民族主義。而荷蘭語學校提供了完全西化的課程，並不提供中華文化教育。
現時，居住在印度尼西亞的中華民國（臺灣）的公民由兩所國際學校服務：
- 雅加達臺灣學校（為印尼政府恢復中文教育以來，印尼的第一所中文學校）[116]

- 印尼泗水臺灣學校[115]

### 文學
華人文化的影响可以在当地的華人馬來語文学中看到，其历史可以追溯到19世纪末。关于这一主题最早、最全面的著作之一，蘇爾夢在1981 年出版的《印度尼西亚华人的马来語文学：临时注释书目》（Literature in Malay by the Chinese of Indonesia: A Provisional Annotated Bibliography）列出了 3,000 多部作品。这些文献的样本还出版在六卷本的文集中，题为（华裔马来語文学与印度尼西亚民族）。

### 媒體

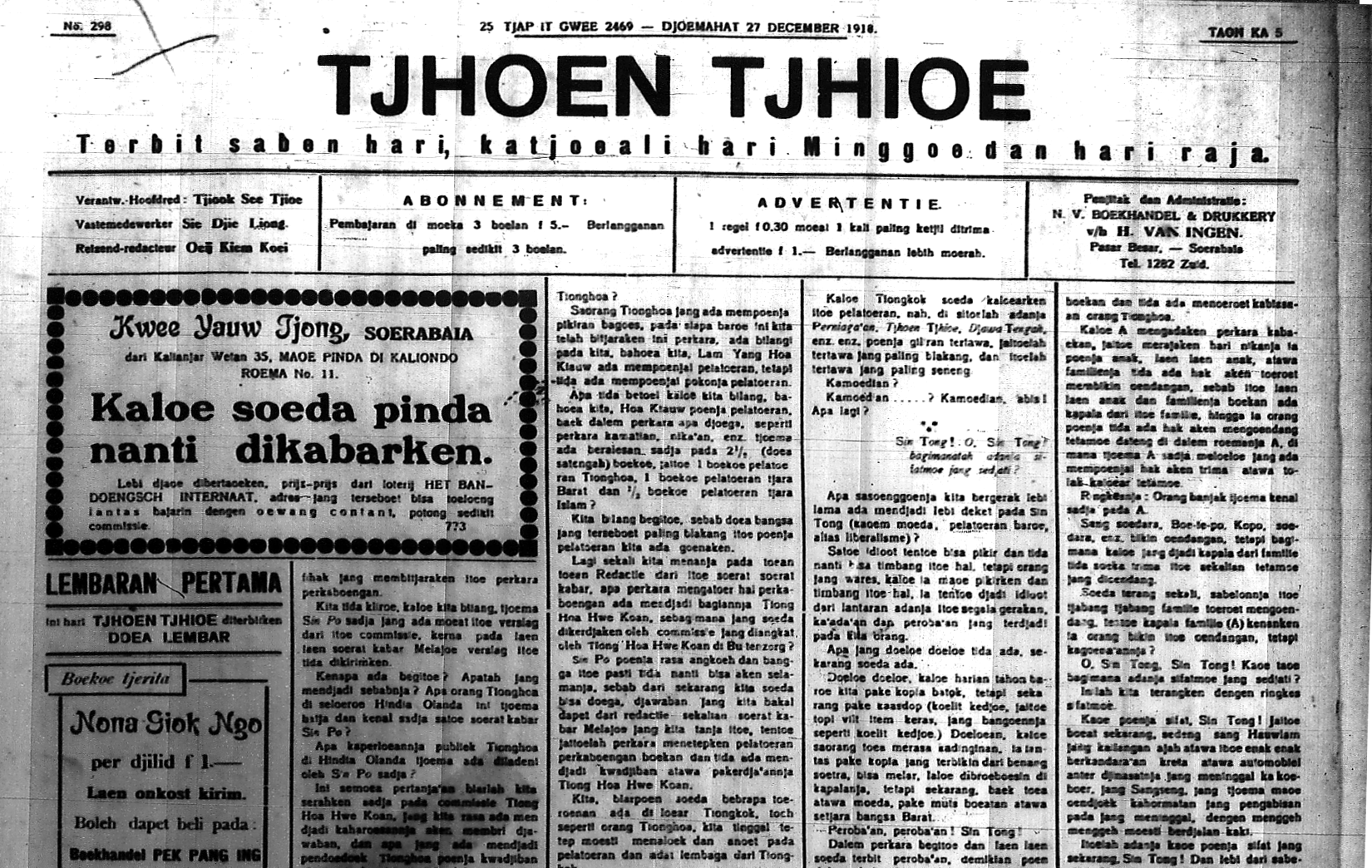
《春秋》（Tjhoen Tjhioe）殖民時期重要的土生華人華人馬來語報刊

蘇哈托新秩序時期禁止所有中文報紙，但官媒印度尼西亞日報除外。1998年后华文禁令的解除，促使老一代印尼华人向年轻一代推广华文的使用；马来西亚华人研究员Chang-Yau Hoon表示，他们相信自己会“受到中华文化和孔教价值观的影响”。2003年，媒体上发生过一场争论，讨论漢語母语和印度尼西亚国语。21世纪之後，中華人民共和國政治和经济地位的崛起成为印尼華文媒體试图吸引寻求重新发现文化根源的年轻读者的动力。

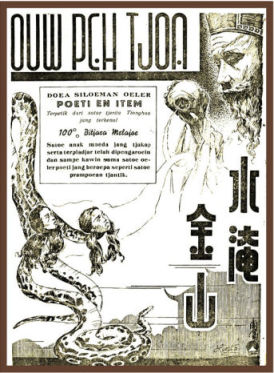
水淹金山，又名「烏白蛇」（Ouw Peh Tjoa）是殖民時期由中國神話改編的電影，導演是鄭丁春

在 20 世纪的前三十年，华裔拥有荷属东印度群岛各城市的大部分电影院。20年代，中国电影开始进口到荷屬東印度。随着王氏兄弟从中國上海到来，荷屬東印度电影產業於1928年开始出現。隨後，王氏兄弟的电影在1930年代主导市场 。这些最早的电影几乎完全聚焦于华人社区，尽管有一些电影将族际关系作为主题 。后来蘇哈托新秩序時期禁止公开使用中文，这意味着进口电影和电视节目必须用英语配音并配有印尼语字幕。1988年，当武术连续剧开始在国家电视台播出时，它们是用印尼语配音的。一个例外是，由于进口商与电影审查委员会之间达成了一项协议，香港电影只能以中文放映，而且仅限于华人地区及其周边地区。

## 政治参与及华人社团组织
華裔印尼人一百多年來都在參與本地政治。
在後蘇哈托時代，華裔印尼人政治因族裔和非族裔因素被分化。人口因素和選舉法律導致華裔政黨參與選舉政治處於劣勢，此外少數族裔多樣的需求也會分化選票。華裔社區的分化、反華情緒的操縱跟非穆斯林身份，都是華裔候選人在選舉中面臨的障礙。

### 政党
- 印度尼西亚中华改革党
- 印度尼西亚融合党
- 印度尼西亚大同党
- 印度尼西亚佛教民主党

### 社团组织
- 印度尼西亚华裔总会
- 印度尼西亚客属总会
- 印度尼西亚百家姓协会
- 印度尼西亚华裔青年团

### 廟宇
- 金德院
- 安卒大伯公廟
- 三寶廟
- 宏善堂
- 三神宮
- 邦戛坡中央大伯公廟
- 大覺寺（三寶瓏）

### 教會
- 天主教法蒂瑪聖母堂（St. Maria De Fatima）
- 天主教聖三堂[127]

## 起源

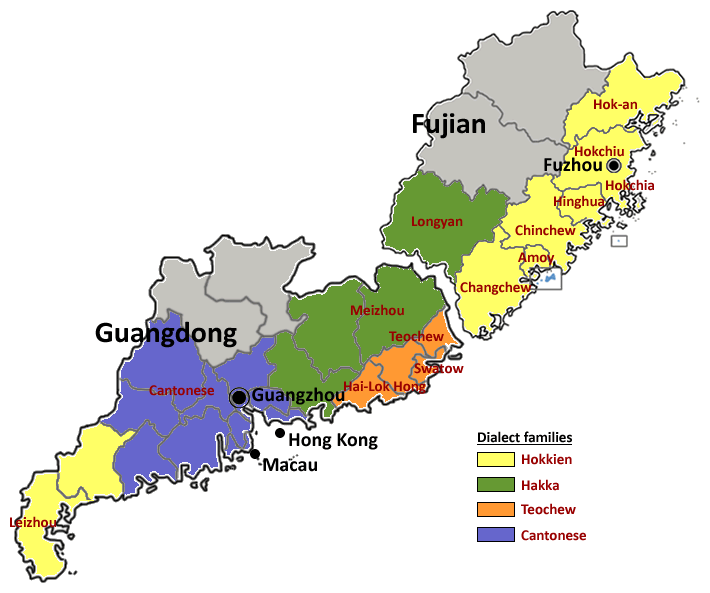
印尼華裔在中國（閩、粤）的祖籍分布圖
黃色為來自福建沿海和廣東雷州半島的閩民系（泉漳人、興化人、福清人、福州人、雷州人）
橘色為粵東閩民系（潮州人、海陸豐人）
綠色為客家民系
藍紫色為廣府民系

印度尼西亞華人大多來自中國南方的海南、福建和廣東， 為海外華人社群最多的一群，印度尼西亞華人父系輩都來自早期中國的移民或近年來從中國大陸的新移民。
人數占最多的閩南移民在19世紀中期大量移民印尼，閩南裔華人主要分佈在印度尼西亞東部，爪哇中部和東部以及蘇門答臘西部海岸。
潮州籍華人主要分佈在蘇門答臘的東部海岸、廖內群島和婆罗洲西部，潮州籍華人主要在蘇門答臘的農場做工。
客家裔華人來自廣東山區， 由於早期粵東山區貧困，客家華人從1850年至1930年間好幾次移民印尼，印尼客家裔華人為華人移民民系中最貧窮的一群。客家裔華人最初移民至印尼的西婆羅洲和邦加島的採礦中心，之後又移居至巴達維亞和西爪哇省在19世紀末期。
廣東人和客家人一樣，他們於19世紀移民至印尼邦加島的礦坑。由於西方人把機械工業知識帶進廣東和香港，廣東人傳統上為技術熟練的工匠。他們也與客家人一樣遷移到爪哇。由於不同的原因，大部分廣東籍華人在印度尼西亞大多是工匠、機器工人、以及小企業的業主。廣東籍華人平均分散在整個印尼群島，但數量遠遠少於泉漳閩南人或客家人。

## 名人
- 蘇鳴崗 （Souw Beng Kong）：萬丹甲必丹。
- 韓震公 （Kyai Ronggo Ngabehi Soero Pernollo）：華裔爪哇貴族、荷蘭東印度公司官員以及的盟友，拉森韓家（英语：Han family of Lasem）穆斯林分支的開創者。
- 陳永元（英语：Tan Eng Goan）（1802-1872）：首任巴達維亞華人瑪腰（Majoor der Chinezen）。官員、地主
- 黄玉昆（英语：Oey Giok Koen）（死於1912）：華人甲必丹（Kapitein der Chinezen）（英语：List of Kapitan Cina）。官員、地主、社運人士
- 黃如山（死於1925）：華人甲必丹（Kapitein der Chinezen）（英语：List of Kapitan Cina）。官員、地主、社運人士
- 张鸿南 （Tjong A Fie）： 棉蘭华人社区甲必丹。
- 张煜南 （Tjong Yong Hian）：棉蘭华人社区甲必丹，张鸿南之弟。
- 李金福 （Lie Kim Hok）：学者，中华會館創始人之一。
- Tan Liok Tiauw（英语：Tan Liok Tiauw）（1872-1947）：殖民地主、種植園主、工業家
- Lo Tjit Siong（1894-1974）: 首位丹格朗華人區長（wijkmeester der chinezen Tangerang）, Siong Hin文登醬油公司創辦者
- 黄渭源 （Oei Wie Gwan）：印尼第二大丁香烟生产商针记集团的創辦人。
- 林绍良 （Sudono Salim）：印尼首富，曾经是世界华人首富，祖籍中国福建省福清市。
- 黃奕聰 (Eka Tjipta Widjaja) : 印尼首富之一。
- 黄仲涵（Oei Tiong Ham；1866年—1924年）：三宝垄巨富。
- 陈宝源：国务部长（蘇卡諾時期）。[131]
- 萧玉灿：国务部长（蘇卡諾時期）。[131]
- 黄自达：国务部长（蘇卡諾時期）。[131]
- 王永利：财政部长（蘇卡諾時期）。[131]
- 李杰登：卫生部长（蘇卡諾時期）。[131]
- 郑大伟（David Gee Chang）：公共工程（蘇卡諾時期末任內閣）。[131]
- 郑建盛：貿工部長（蘇哈托時期唯一華人部長）。[131]
- 林绍良：印尼華裔企業家。他與印尼前總統蘇哈托的關係緊密。
- 郭建義 （Kwik Kian Gie）：經濟與金融部長（1999—2000）、國家發展計畫部長（2001—2004）。
- 杨贤灵 （Ignasius Jonan）：交通部長（2014—2016）[131]、能源部長（2016—）。
- 汤连旺 （Thomas Trikasih Lembong）：貿易部長（2015—2016）[131]、經濟部長（2016—）。
- 呂有恩 （Enggartiasto Lukita）：貿易部長（2016—）。[131]
- 馮慧蘭（Mari Pangestu）：貿易部長（2004—2011）、經濟學者，现任旅游与创意经济部长（2011—）。
- 王賡武：歷史學者。
- Mona Lohanda（英语：Mona Lohanda）：歷史學家、學者
- Udaya Halim（英语：Udaya Halim）（生於1953）：企業家、文化遺產活動家
- 王蓮香（Susi Susanti)：羽球選手與1992年奧運金牌得主。
- 魏仁芳（Alan Budikusuma）：羽球選手與1992年奧運金牌得主。
- 史福義（Soe Hok Gie）：民運人士。
- 林克昌（Kek-Tjiang Lim）：小提琴家、指揮家、音樂教育家
- 鐘萬學（Basuki Tjahaja Purnama）：雅加達特區首長
- 蔡翠媚：現任山口洋市長
- 陳江和（Sukanto Tanoto）：新加坡金鷹集團董事長。2008年被富比士雜誌評選為印尼首富。
- 唐崇榮：華人歸正神學家。於雅加達建造彌賽亞大教堂。
- 翁俊民（Tahir）：印尼國信集團（英语：Mayapada Group）創始人，印度尼西亚第十二位富豪
- 李白（James Tjahaja Riady）：印尼力寶集團副董事長。
- 李川（John Riady）：Lippo Karawaci（英语：Lippo Karawaci）的首席执行官，也是力寶集團的总监。印尼華裔企業家李文正的孫子。
- 安琪拉·陳（Angela Herliani Tanoesoedibjo）：印尼华裔商人、政治家，自2019年起担任印尼旅游和创意经济部副部長。
- 王宇婕：台灣女演員
- 葉惠民：香港茶葉專家、香港茶道總會創會會長
- 鄭心慈：台灣女歌手
- 莫愛芳：台灣女演員
- 李麗珍：香港演員，金馬獎影后
- 馮雪銳：香港資深普通話配音員

### 书目

#### 第三手来源
- Heidhues, Mary Somers, , Pan, Lynn  (编), , Cambridge, M.A.: Harvard University Press: 151–168, 1999, ISBN 978-0-674-25210-3.
- Ma, Rosey Wang, , Ember, Melvin; Ember, Carol R.; Skoggard, Ian  (编), , New York, N.Y.: Springer Science+Business Media: 113–124, 2005, ISBN 978-0-387-29904-4.
- McKeown, Adam, , Ember, Melvin; Ember, Carol R.; Skoggard, Ian  (编), , New York, N.Y.: Springer Science+Business Media: 65–76, 2005, ISBN 978-0-387-29904-4.
- Nagata, Judith, , Magocsi, Paul R.  (编), , Toronto, ON: University of Toronto Press: 723–726, 1999, ISBN 978-0-8020-2938-6.
- Penny, Janet; Gunawan, Tuti, , Jupp, James  (编),  2nd, Cambridge, M.A.: Cambridge University Press: 439–441, 2001, ISBN 978-0-521-80789-0.
- Reid, Anthony, , Pan, Lynn  (编), , Cambridge, M.A.: Harvard University Press: 51–53, 1999, ISBN 978-0-674-25210-3.
- Reid, Anthony, , Chirot, Daniel; Reid, Anthony  (编), , Seattle: University of Washington Press: 33–73, 2007, ISBN 978-0-295-97613-6.
- Tan, Mely G., , Ember, Melvin; Ember, Carol R.; Skoggard, Ian  (编), , New York, N.Y.: Springer Science+Business Media: 795–807, 2005, ISBN 978-0-387-29904-4.
- Walrond, Carl, , Auckland: Te Ara: The Encyclopedia of New Zealand（英语：Te Ara: The Encyclopedia of New Zealand）, 2009-03-04  [2021-11-08], （原始内容存档于2022-03-10）.

#### 第二手来源
- Ananta, Aris; Arifin, Evi Nurvidya; Bakhtiar, , Suryadinata, Leo  (编), , Singapore: Institute of Southeast Asian Studies: 17–47, 2008, ISBN 978-981-230-834-4.
- Borschberg, Peter (编),  14 illustrated, Wiesbaden, Germany: Otto Harrassowitz Verlag, 2004  [2011-12-14], ISBN 978-3-447-05107-1, （原始内容存档于2022-04-08）
- Chang, Yau Hoon, , Asia Pacific Education Review, 2010-10-16, 12 (3): 403–411  [2012-02-15], S2CID 145461894, doi:10.1007/s12564-010-9144-7, （原始内容存档于2021-11-11）.
- Chua, Christian, , Routledge Contemporary Southeast Asia Series, London: Routledge, 2008, ISBN 978-0-415-45074-4.
- Coppel, Charles A., , Asian Studies Monograph Series, Singapore: Singapore Society of Asian Studies, 2002, ISBN 978-9971-9904-0-4.
- Cunningham, Clark E., , Ling, Huping  (编), , Piscataway, N.J.: Rutgers University Press: 90–108, 2008, ISBN 978-0-8135-4341-3.
- Dawis, Aimee, , Amherst, N.Y.: Cambria Press, 2009, ISBN 978-1-60497-606-9.
- East Asia Analytical Unit, , Canberra: Department of Foreign Affairs and Trade（英语：Department of Foreign Affairs and Trade (Australia)）, 1995, ISBN 978-0-642-22960-1.
- Gernet, Jacques,  2nd, Cambridge, M.A.: Cambridge University Press, 1996, ISBN 978-0-521-49781-7.
- Guillot, C.; Lombard, Denys; Ptak, Roderich (编), , Wiesbaden, Germany: Otto Harrassowitz Verlag, 1998  [2011-12-14], ISBN 978-3-447-04098-3, （原始内容存档于2022-04-08）.
- Heidhues, Mary Somers, , Reid, Anthony  (编), , Honolulu, H.I.: University of Hawaii Press: 164–182, 2001, ISBN 978-0-8248-2446-4.
- Hoon, Chang-Yau, , Sun, Wanning  (编), , London: Routledge: 91–118, 2006, ISBN 978-0-415-35204-8.
- Kahin, Audrey (编), , Ithaca, N.Y.: Cornell Southeast Asia Program, 1991  [2021-11-08], ISBN 978-99936-0-446-4, （原始内容存档于2012-12-14）.
- Lewis, M. Paul (编), ,  15th, Dallas, T.X.: SIL International, 2005  [2010-01-26], ISBN 978-1-55671-159-6, （原始内容存档于2012-02-02）.
- Phoa, Liong Gie, , Fernando, M. R.; Bulbeck, David  (编), , Singapore: Institute of Southeast Asian Studies: 5–18, 1992, ISBN 978-981-3016-21-7.
- Pratiwo, , Nas, Peter J. M.  (编), , Leiden: Royal Netherlands Institute of Southeast Asian and Caribbean Studies（英语：Royal Netherlands Institute of Southeast Asian and Caribbean Studies）: 73–83, 2007, ISBN 978-90-6718-296-6.
- Purdey, Jemma, , Honolulu, H.I.: University of Hawaii Press, 2006, ISBN 978-0-8248-3057-1.
- Reid, Anthony, , , Honolulu, H.I.: University of Hawaii Press: 15–50, 2001, ISBN 978-0-8248-2446-4.
- Robison, Richard, , , Sydney: Allen & Unwin（英语：Allen & Unwin）: 271–322, 1986, ISBN 978-0-04-909024-8.
- Sen, Krishna, , Sun, Wanning  (编), , London: Routledge: 119–136, 2006, ISBN 978-0-415-35204-8.
- Setiono, Benny G.,  [Indonesia's Chinese Community under Political Turmoil], Jakarta: Elkasa, 2003, ISBN 978-979-96887-4-3 （印度尼西亚语）.
- Skinner, G. William, , McVey, Ruth  (编), , Survey of World Cultures, New Haven, C.T.: Yale University Southeast Asia Studies: 97–117, 1963, OCLC 411723.
- Suryadinata, Leo,  (PDF), Trends in Southeast Asia (Singapore), 1999, ISSN 0219-3213, （原始内容 (PDF)存档于2011-06-14）.
- Suryadinata, Leo, , , Singapore: Institute of Southeast Asian Studies: 126–138, 2002, ISBN 978-981-230-121-5.
- Suryadinata, Leo, , Suryadinata, Leo  (编), , Singapore: Institute of Southeast Asian Studies: 1–16, 2008, ISBN 978-981-230-834-4.
- Suryadinata, Leo (编), , Singapore: Marshall Cavendish（英语：Marshall Cavendish）, 2004, ISBN 978-981-210-298-0.
- Suryadinata, Leo,  [Dilemma of the Chinese Minority], Jakarta: Grafiti Pers, 1984, OCLC 11882266 （印度尼西亚语）.
- Suryadinata, Leo; Arifin, Evi Nurvidya; Ananta, Aris, , , Indonesia's Population Series, Singapore: Institute of Southeast Asian Studies: 73–102, 2003, ISBN 978-981-230-218-2.
- Tan, Mely G., , Wu, David Y. H.; Cheung, Sidney C. H.  (编), , Honolulu, H.I.: University of Hawaii Press: 152–169, 2002, ISBN 978-0-8248-2582-9.
- Tan, Mely G.,  [Ethnic Chinese in Indonesia: Collected Writings], Jakarta: Yayasan Obor Indonesia, 2008, ISBN 978-979-461-689-5 （英语及印度尼西亚语）.
- Widodo, Johannes, , Nas, Peter J. M.  (编), , Leiden: Royal Netherlands Institute of Southeast Asian and Caribbean Studies（英语：Royal Netherlands Institute of Southeast Asian and Caribbean Studies）: 67–72, 2007, ISBN 978-90-6718-296-6.

#### 第一手来源
- Hellwig, Tineke; Tagliacozzo, Eric (编), , Durham, N.C.: Duke University Press, 2009, ISBN 978-0-8223-4424-7.
- Suryadinata, Leo (编),  2nd, Singapore: Singapore University Press, 1997, ISBN 978-9971-69-201-8.

## 扩展阅读
- 王賡武，黃堅立 《海外華人硏究的大視野與新方向: 王賡武敎授論文選》ISBN 978-981-4285-47-6
- 李學民、黃昆章 《印尼華僑史：古代至1949年》廣東高等教育出版社 2007.8 ISBN 978-7-5361-3071-5, 9787536130715
- T'ien Ju-k'ang. The Chinese of Sarawak, L. S. E. Monographs on Social Anthropology, No. 12, London (倫敦政治經濟學院, Department of Anthropology), 1953.
- Willmott, Donald Earl. The Chinese of Semarang: A Changing Minority in Indonesia, Ithaca (Cornell University Press), 1960.

## 外部連結
- 商報(印度尼西亞) （页面存档备份，存于）